# Holten's Molen
Holten's Molen is een ronde, stenen beltmolen, die staat aan de Veldstraat 39 in het Brabantse Deurne.

## Geschiedenis
Holten's Molen, genoemd naar de familie Holten die de molen bouwde, is een unieke molen in West-Europa. Als enige molen in dit gebied kon de molen tussen 1909 en 1944 drie taken uitvoeren, namelijk hout zagen, graan malen en olie slaan. De molen werd in 1890 gebouwd als korenmolen door Louis Holten. Drie jaar later werd er de houtzaagfunctie aan toegevoegd, waarna de molen de unieke uitbreiding tot drieledige molen in 1909 onderging met een olieslagerij.
Na 1944 raakte de molen in verval. De houtzaag functie bleef zichtbaar in de vorm van het naastgelegen en nog altijd bestaande bedrijf 'Houthandel Holten'. Ten slotte werd de molen in 1969 door brand getroffen, waarna de kapconstructie moest worden verwijderd en opgeslagen in Nederweert bij Molenmaker Adriaens. De molen werd daarna twee decennia aan haar lot overgelaten en de molenbelt raakte begroeid.
Al in 1985 werd er gewerkt aan een plan voor restauratie door Jan van Woezik, daartoe aangezet door Mies Holten die bij hem in opleiding was tot vrijwillig molenaar. Toe werd nog gedacht dat de restauratie in 1990, 100 jaar na de bouw klaar zou kunnen zijn. Het zou echter veel langer gaan duren.
In 1989 werd Stichting Holten's Molen opgericht met het doel de molen te behouden. De gemeente Deurne had immers al een sloopvergunning aangevraagd, waardoor de molenromp ernstig werd bedreigd. De stichting kocht de molen voor één gulden van de gemeente. De grond kreeg ze niet in eigendom.  
In eerste instantie was het erg moeilijk om aan geld te komen, er waren immers al drie molens in de gemeente. Dat bleef zo tot Jan van Woezik op het spoor kwam van een bijna compleet olieslagwerk. In Wanroy was een boerderij afgebroken met daarin een bijna compleet olieslagwerk van een rosmolen. Molenvriend Jan Selten heeft die restanten toen opgeslagen bij de standerdmolen van Wanroy waar hij molenaar was. Van Woezik heeft die weten te bemachtigen om ze in Holten's Molen te gebruiken. Het was een slagbank met inhoud, een gedeelte van de opbouw en een gedeelte van het steenraam. Er waren ook twee loperstenen van de kollergang. Bij de laatste eigenaar Louis Holten lag nog de ligger en een lopersteen. 
Het lukte de stichting  voldoende financiële middelen in te zamelen voor herbouw van onder meer kap (1994), bovenas (1997) en wieken (1998). Het geld kwam van verschillende sponsorende bedrijven uit Deurne en de Familie van Doorne. 
Geert van den Boomen was 14 jaar voorzitter van de stichting en drijvende kracht achter de restauratie samen met Peter Vonken (secretaris) en Jan van Woezik die verantwoordelijk was voor de technische invulling. Piet te Walvaart was penningmeester gedurende de eerste en belangrijkste fase van de restauratie. Hij heeft zich met hart en ziel ingezet voor de molen en wist door zijn uitgebreide netwerk veel geld binnen te krijgen. Hij heeft een solide financiële basis gelegd voor de stichting.
Het lukte Peter Vonken en Jan van Woezik om een belangrijke bijdrage van Het Europese fonds voor Toerisme bevordering Stimulus   te krijgen om de restauratie van de molen en de olieslagerij te voltooien.
Nico Jurgens zorgde voor bouwhistorisch onderzoen ten behoeve van de olieslagerij, wat uitmondde in een compeet uitgewerkte tekening waarmee molenmaker John de Jong aan de slag kon. 
Na de restauratie van de korenmolen en de olieslagerij was het een logische stap om zagerij ter hand te nemen. Een hele onderneming want er was niet meer dan de as die ooit de zagerij aandreef vanuit de molen. Samen met de vrijwillige molenaars Marc Dwarswaard en  Jan van Woezik langzamerhand een opzet gemaakt. De zagerij werd opgebouwd rond de restanten van een vertikale zaagmachine  en veel andere onderdelen die Jan van Woezik al jaren verzameld had voor dit doel en zolang opgeslagen lagen bij de molen van Roggel. Al het technisch materiaal is gedurende enkele jaren zorgvuldig in Helenaveen gerestaureerd in een loods van Harrie Verberne die daarbij ook veel werk verzet heeft. Jan van Woezik zorgde ook voor de de opmetingen voor de zagerij, de details van de houtconstructie, sterkteberekeningen enz. De tekeningen zijn verder uitgewerkt door architect Peter Ceelen uit Deurne. Ook de inventaris en de hulpwerktuigen van de zagerij kwamen grotendeels uit de privé collectie van Van Woezik. De elektrische installatie werd verzorgd door Martijn Coenraads die ook lid was van de bouwcommissie.  
Al het steen en betonwerk werd uitgevoerd door leerlingen van het Hub van Doorne College onder begeleiding van de firma Coopmans Lutters uit Deurne. De bouw van het houten gedeelte werd uitgevoerd door Molenmaker John de Jong uit Veldhoven.  
De restauratie van de molen werd in september 2008 voltooid met de oplevering van de houtzagerij. Daarmee heeft de restauratiefase in totaal 19 jaar geduurd.
Peter Vonken en Jan van Woezik kregen een koninklijke onderscheiding voor hun werk voor de restauratie van Holten's Molen.

## Technische details

### Algemeen
De wieken zijn voorzien met Van Busselneuzen en remkleppen. De 5,07 m lange, gietijzeren bovenas is gegoten in 1996 door de ijzergieterij Hardinxveld en draagt het nummer 70.De vang (rem) is een scharnierende Vlaamse blokvang met vangtrommel en bestaat uit vier stukken. De molen wordt op de wind gezet met een kruilier aan de staart. De met dakleer bedekte kap draait op een Engels kruiwerk. Voor het malen van graan is een koppel 17der (150cm doorsnee) kunststenen, een koppel 17der natuurstenen (blauwe stenen) en een 14der (120 cm doorsnee) elektrisch aangedreven koppel aanwezig.
Het luiwerk, waarmee de zakken graan opgehesen worden, is een sleepluiwerk.
De molen heeft een tweede ijzeren koningsspil, aangedreven door het spoorwiel op de koningsspil, voor de aandrijving van de olieslagerij en de zagerij.

### Maalgedeelte
- De overbrengingsverhouding voor de koppels maalstenen is 1:5,2.
- Het bovenwiel heeft 68 kammen en het bovenrondsel heeft 33 staven. De koningsspil draait hierdoor 2,03 keer sneller dan de bovenas. De steek, de afstand tussen de kammen, is 11,5 cm.
- Het spoorwiel heeft 81 kammen met een steek van 9,5 cm. De steenrondsels hebben 32 staven. De steenrondsels draaien hierdoor 2,53 keer sneller dan de koningsspil en 6,3 keer sneller dan de bovenas.

### Olieslagerij
De olieslagerij heeft een koppel kantstenen voor het pletten van het zaad, een vuister voor het verwarmen van het meel en een slagbank voor het olieslaan. De olieslagerij wordt via een kroonwiel op de tweede koningsspil aangedreven door het spoorwiel op de koningsspil. Het kroonwiel op de tweede koningsspil heeft 56 kammen. Het drijfwiel van de oliemolen heeft 12 pokhouten kammen en het steenwiel van het koppel kantstenen 60 dollen. De overbrenging naar de kantstenen is 1 : 0,59. Het tuimelwiel heeft 31 dollen. De wentelas heeft twee heven voor het optillen van de heien. De overbrenging naar de heien is 1 : 2,30. Het drijfwiel voor het roerwerk heeft 39 dollen, het eerste wiel van het roerwerk heeft 24 kammen en het tweede wiel van het roerwerk 18 kammen. De spinbol op de spil van het roerwerk heeft 12 dollen. De overbrenging naar het roerijzer is 1 : 2,66
Bij onvoldoende wind kan de olieslagerij ook met een elektromotor worden aangedreven.

### Zagerij
In de zaagschuur staan een zaagmachine, zaagslee, zaagslijpmachine en een boormachine. De zaagmachine heeft één verticaal staand zaagblad.
Het aandrijfwiel met 36 kammen voor de zagerij zit op de tweede koning onder in de molen en het zaagwiel op de as naar de zagerij heeft 17 kammen. De overbrenging van de door de wind aangedreven drijfas van de zagerij is 1 : 6,30.
De zagerij kan bij onvoldoende wind ook met een elektromotor worden aangedreven.

## Trivia
- De molen heeft naar verluidt zijn kenmerkende zwarte kleur gekregen, toen een dakdekker eens een pot teer liet vallen bij het teren van de kap. De toenmalige molenaar gaf hem vervolgens maar opdracht de 'vlekken' te camoufleren door de hele molenromp te teren.
- De achterkleindochter van de opdrachtgever voor de bouw, wonend in het molenhuis, is als vrijwillig molenaar nog op Holten's Molen actief.

## Molenaars
- Louis Holten sr.
- Piet Holten
- Louis Holten jr.
- Jan van Woezik
- Carla Berkers-Holten (vrijwillig molenares)

## Fotogalerij

### Gevlucht en kruiwerk

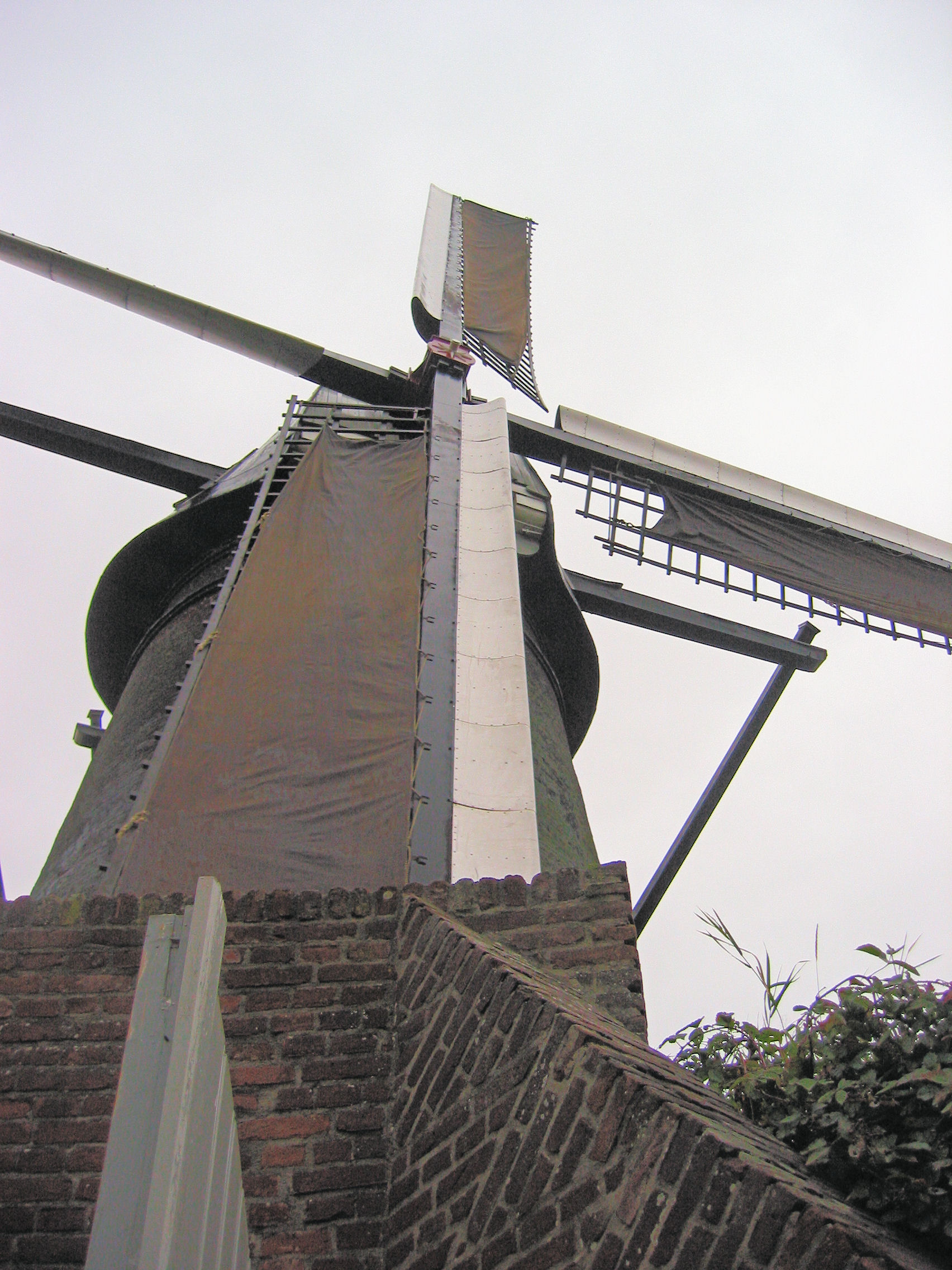
Gestroomlijnde wieken met Van Busselneuzen
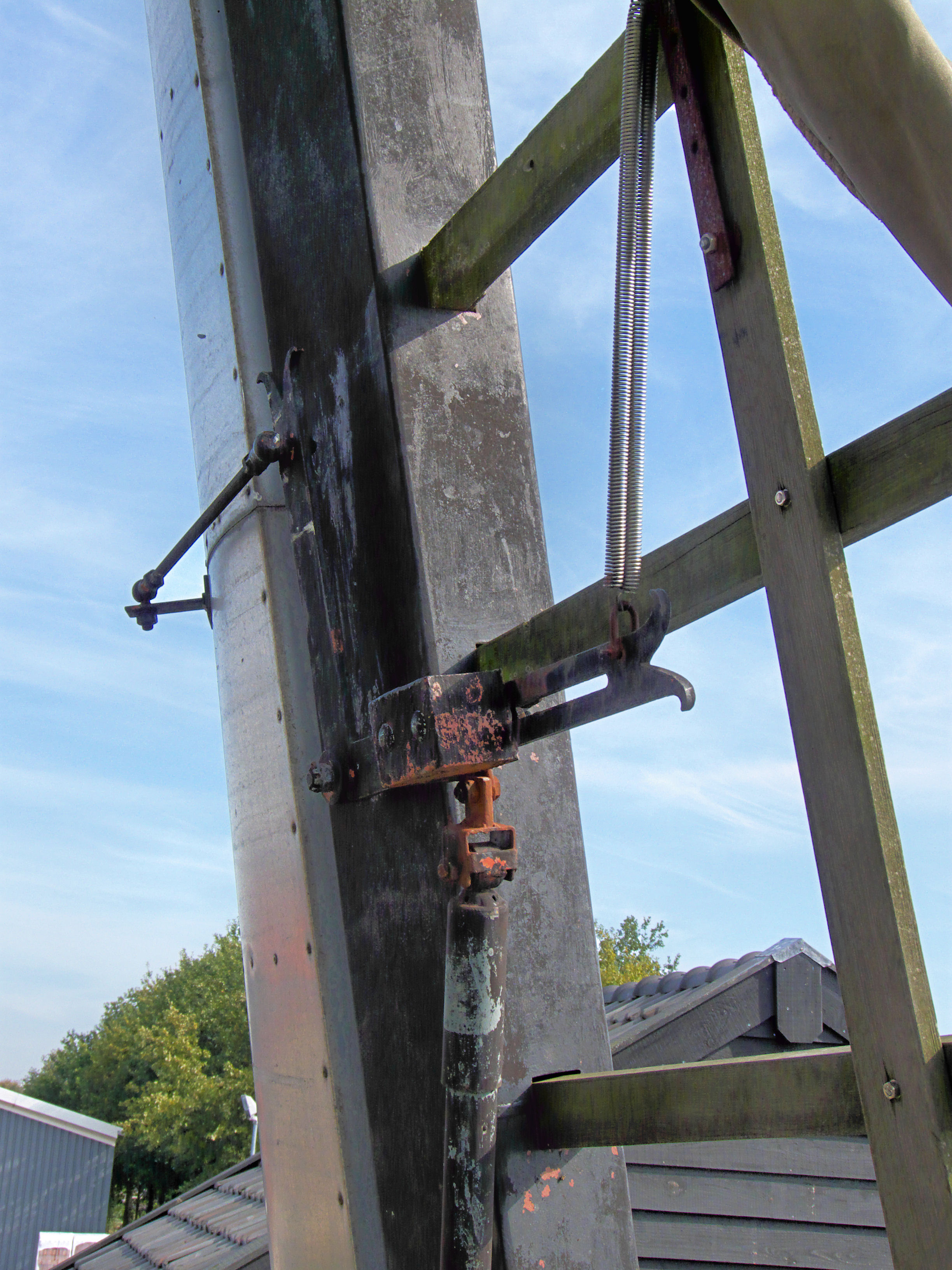
Remklep op Van Busselneus met hydraulische demper
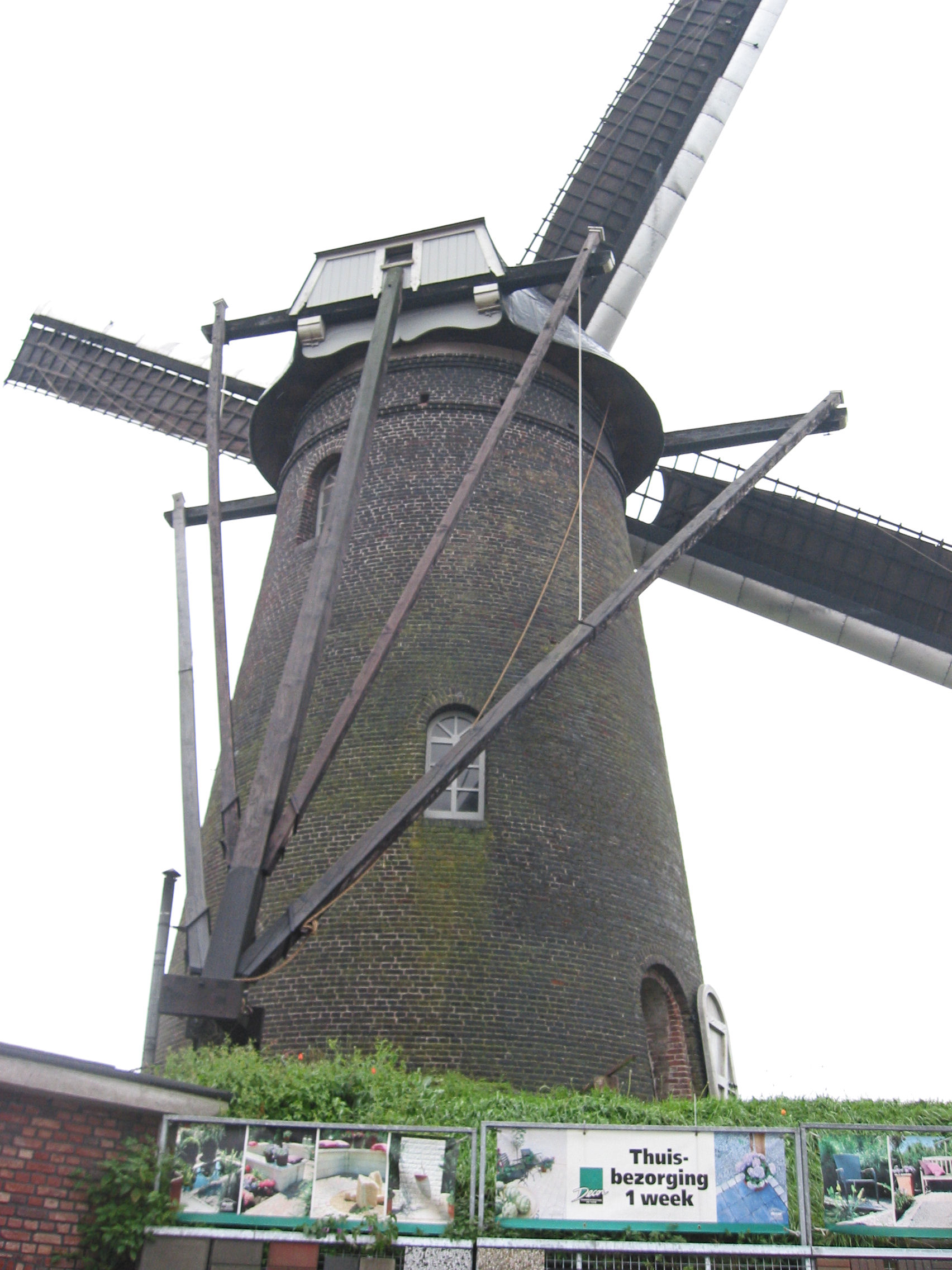
Staart
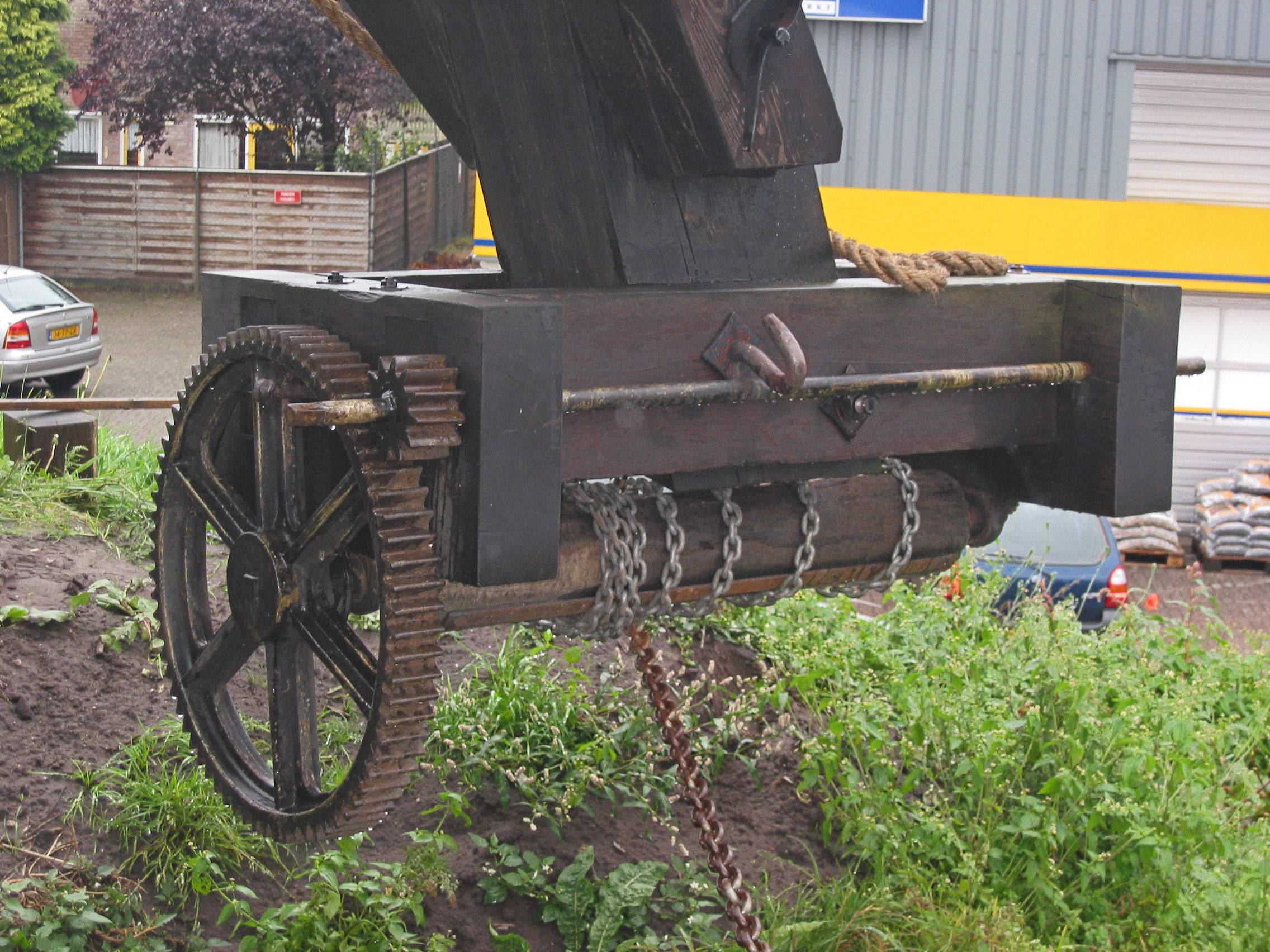
Kruilier op de staart

### Maalderij

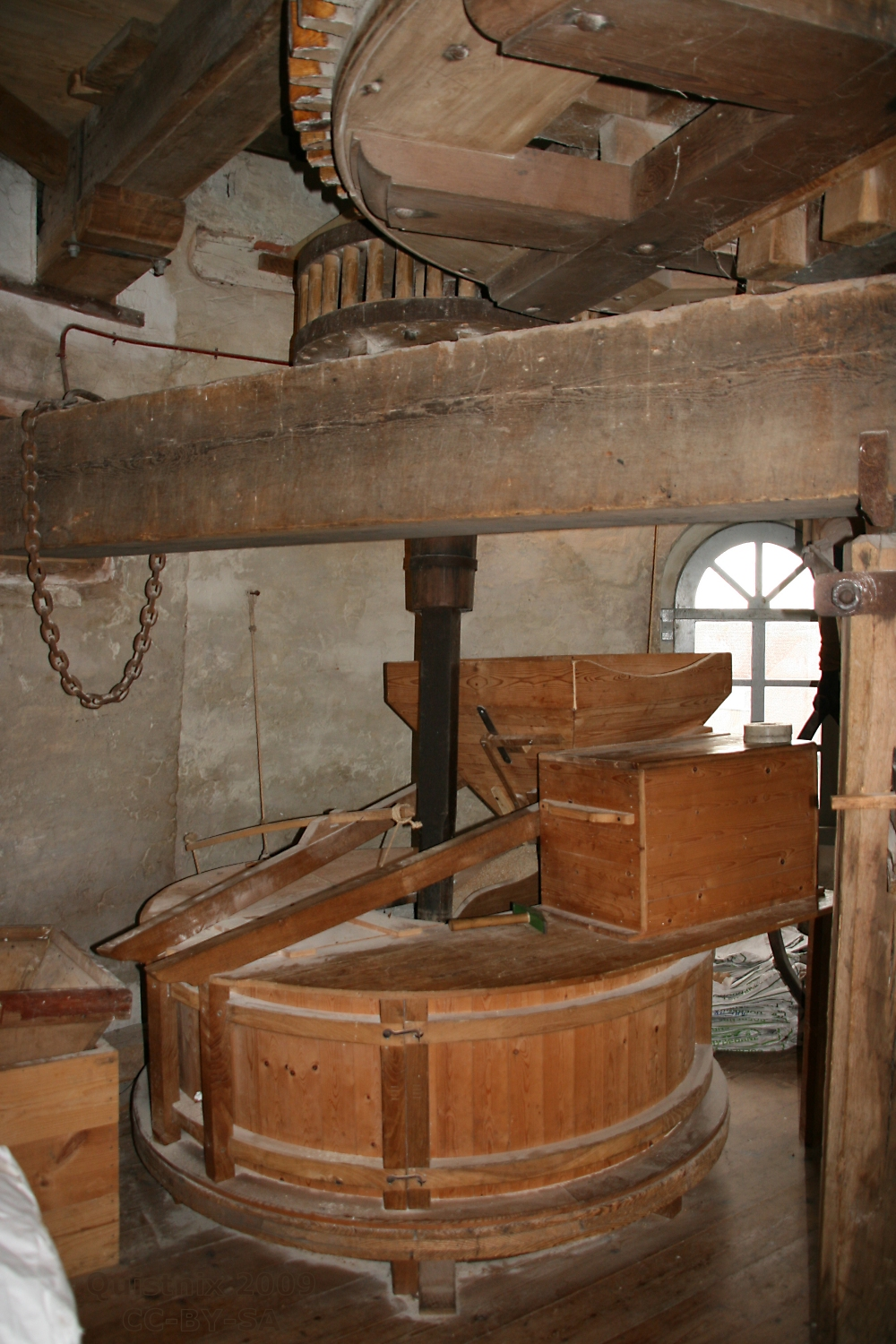
Maalkoppel
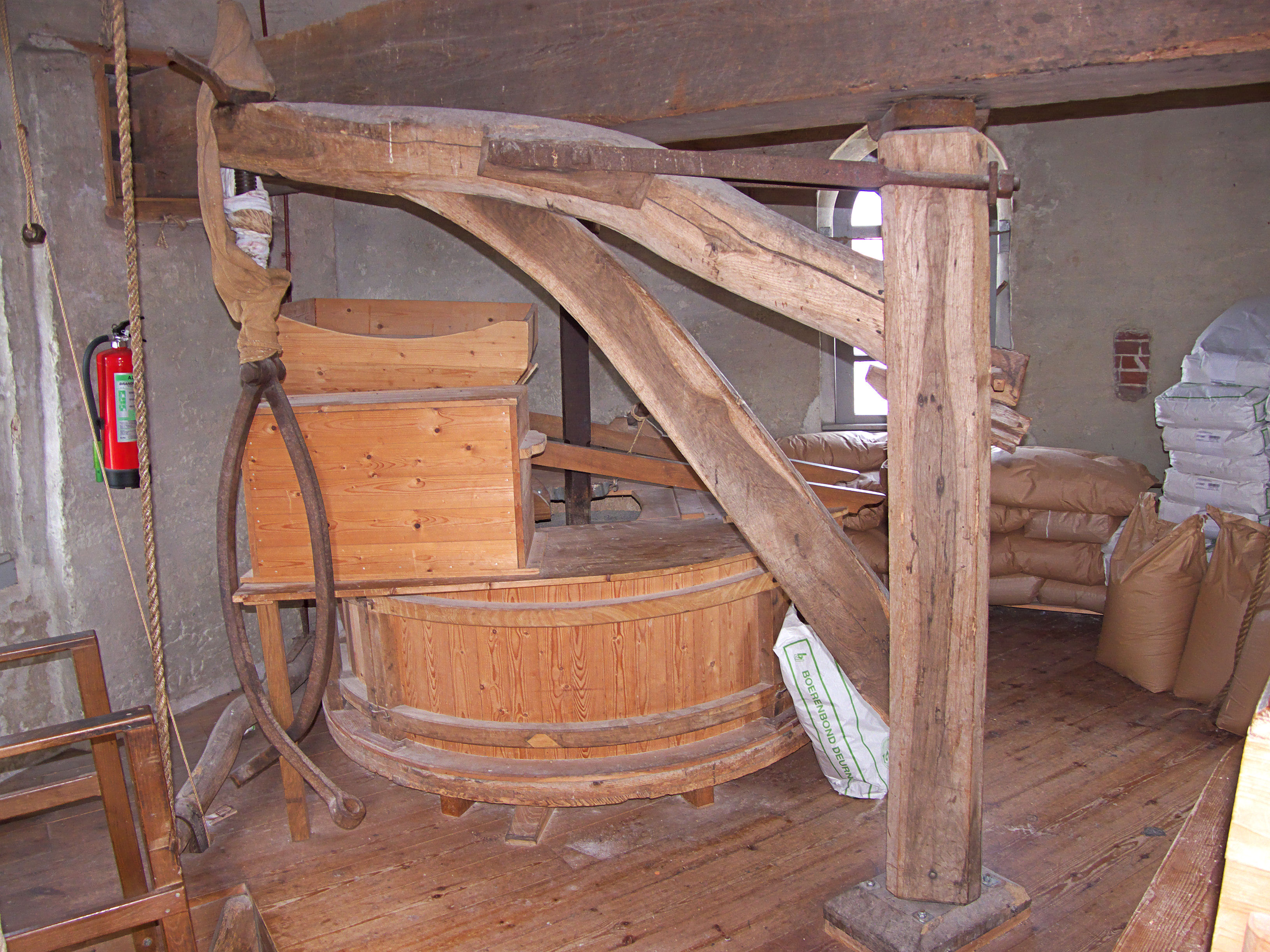
Maalkoppel met steenkraan
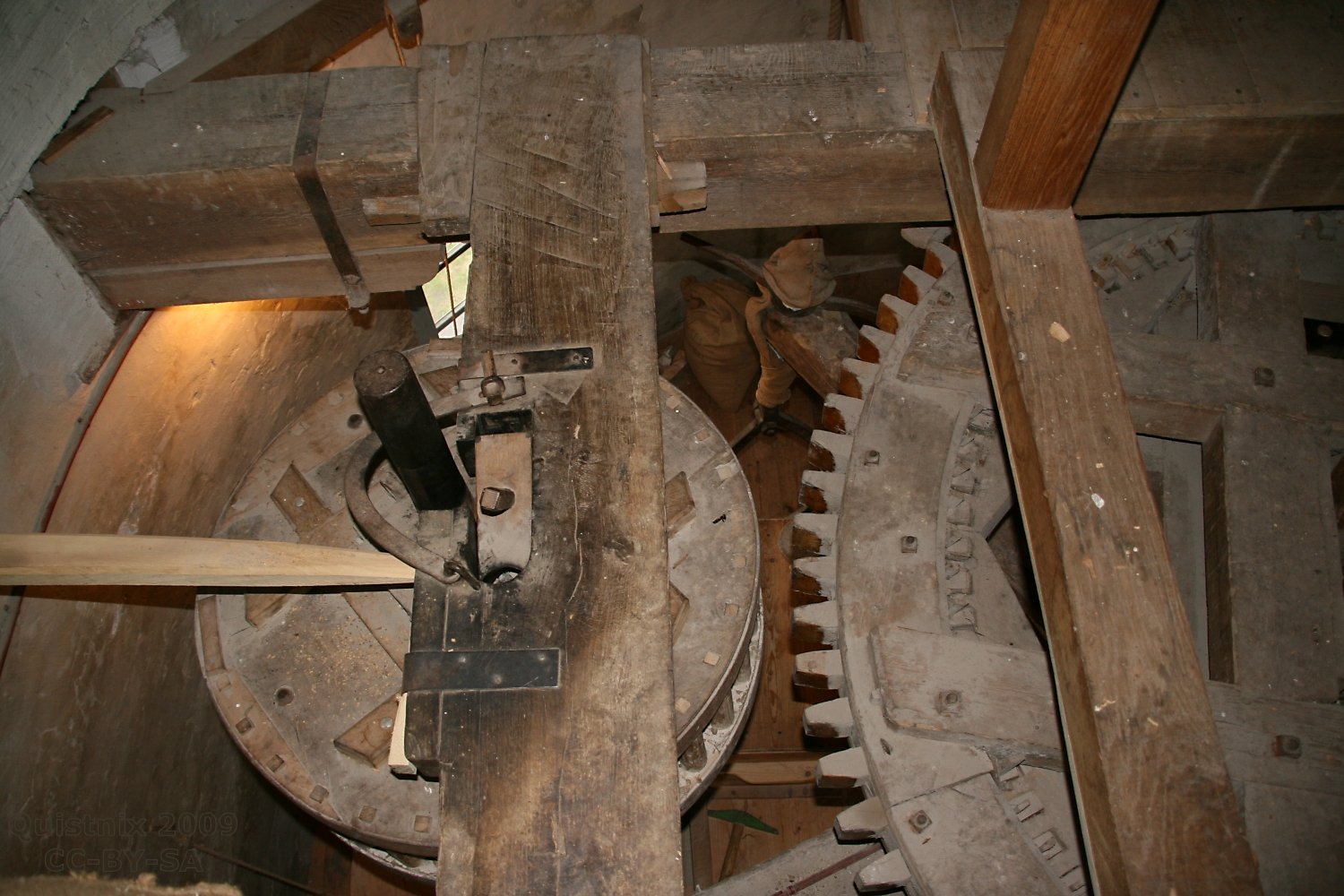
Steenspil met spoorwiel van bovenaf gezien
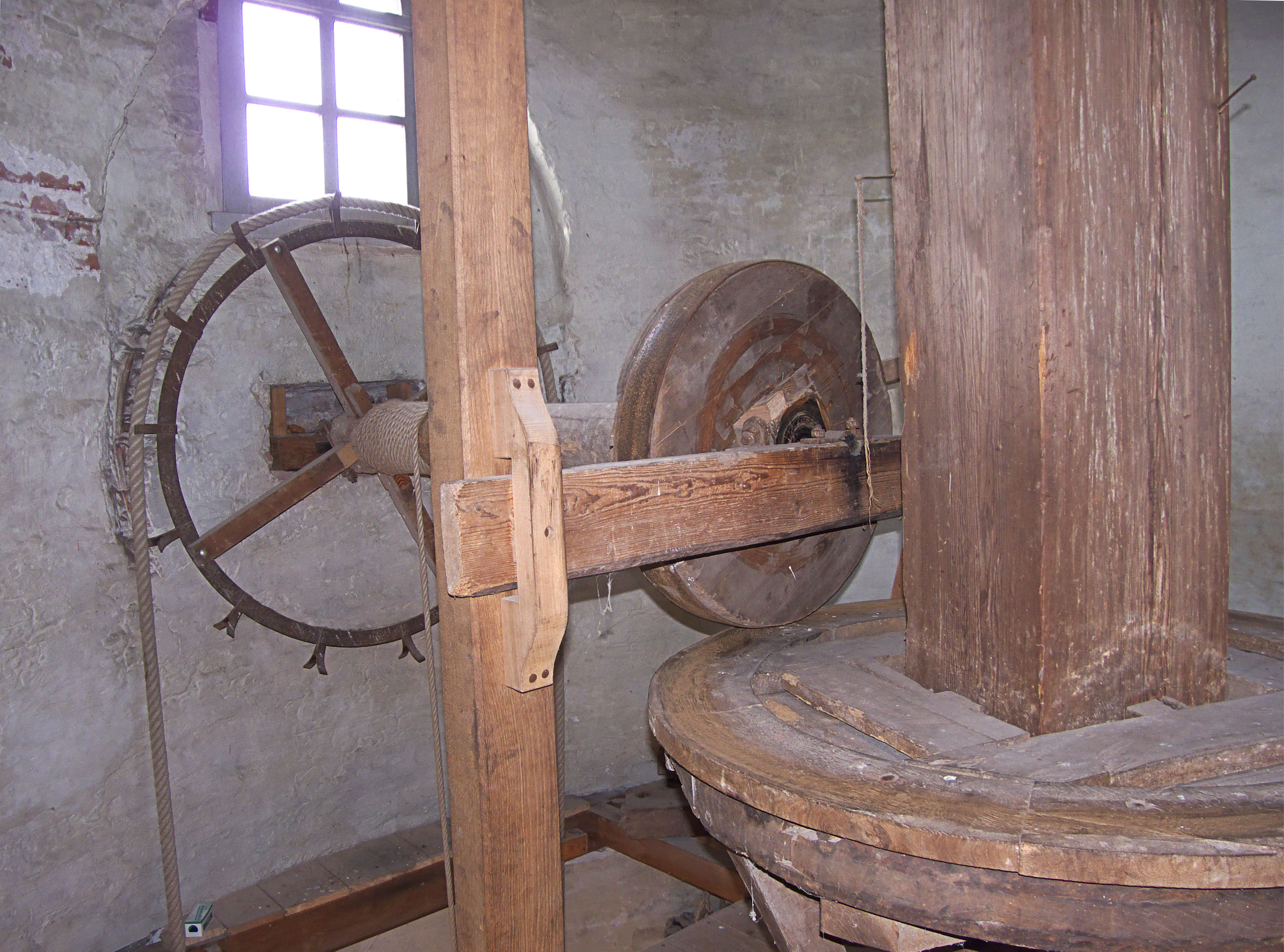
Luiwerk
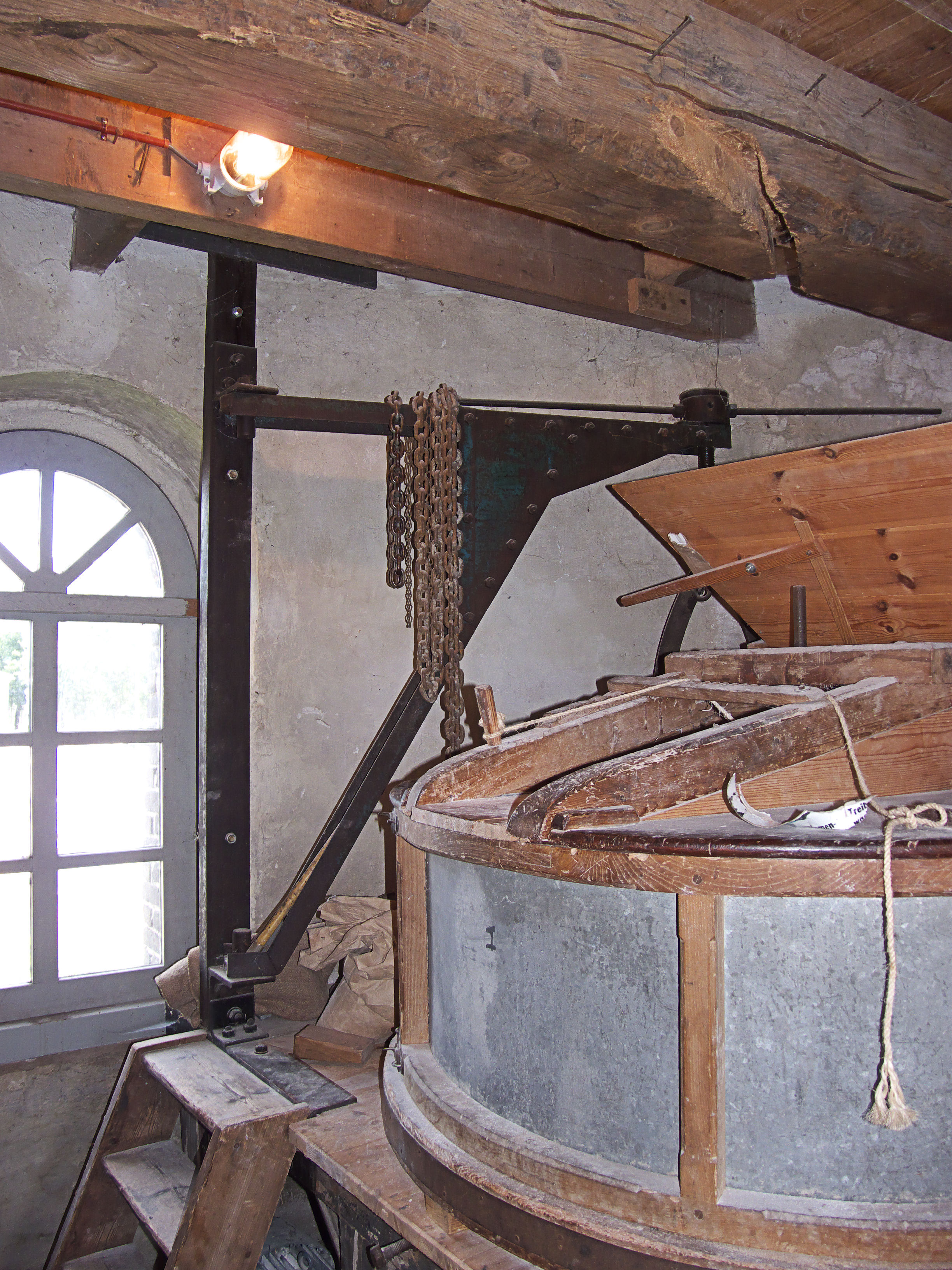
Maalstoel met steenkraan
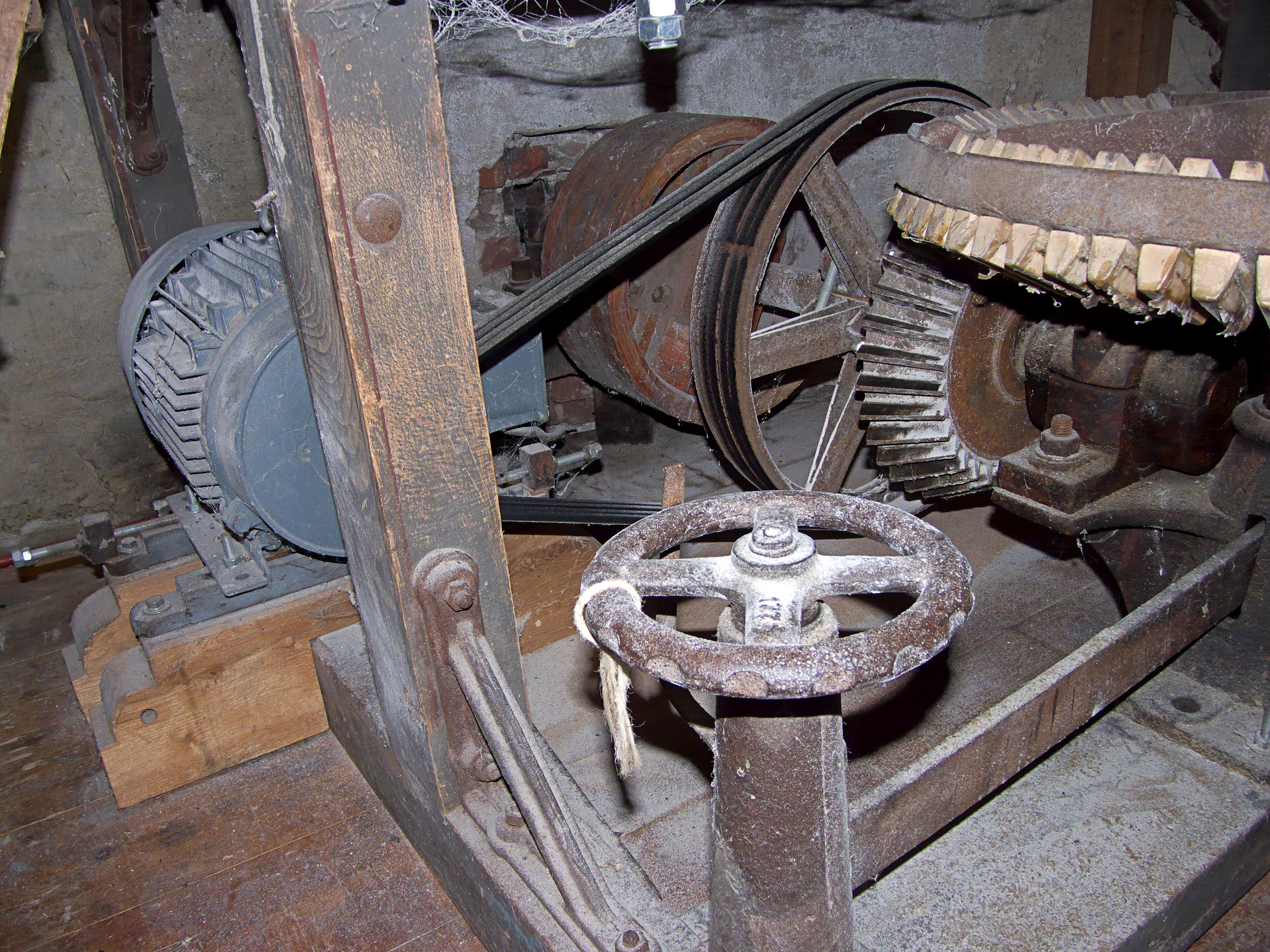
Aandrijving maalstoel met elektromotor

### Olieslagerij

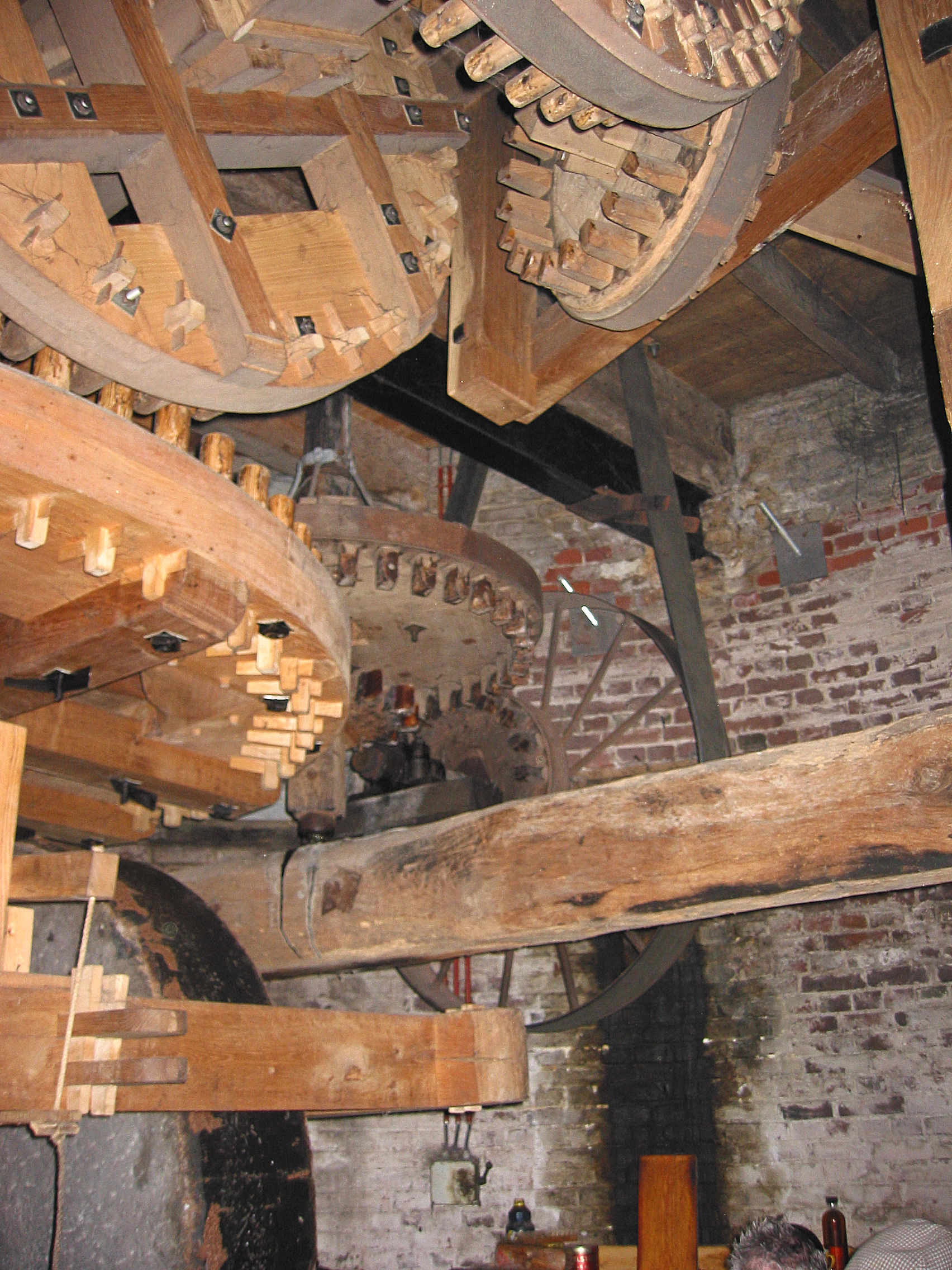
Aandrijvingen olieslagerij
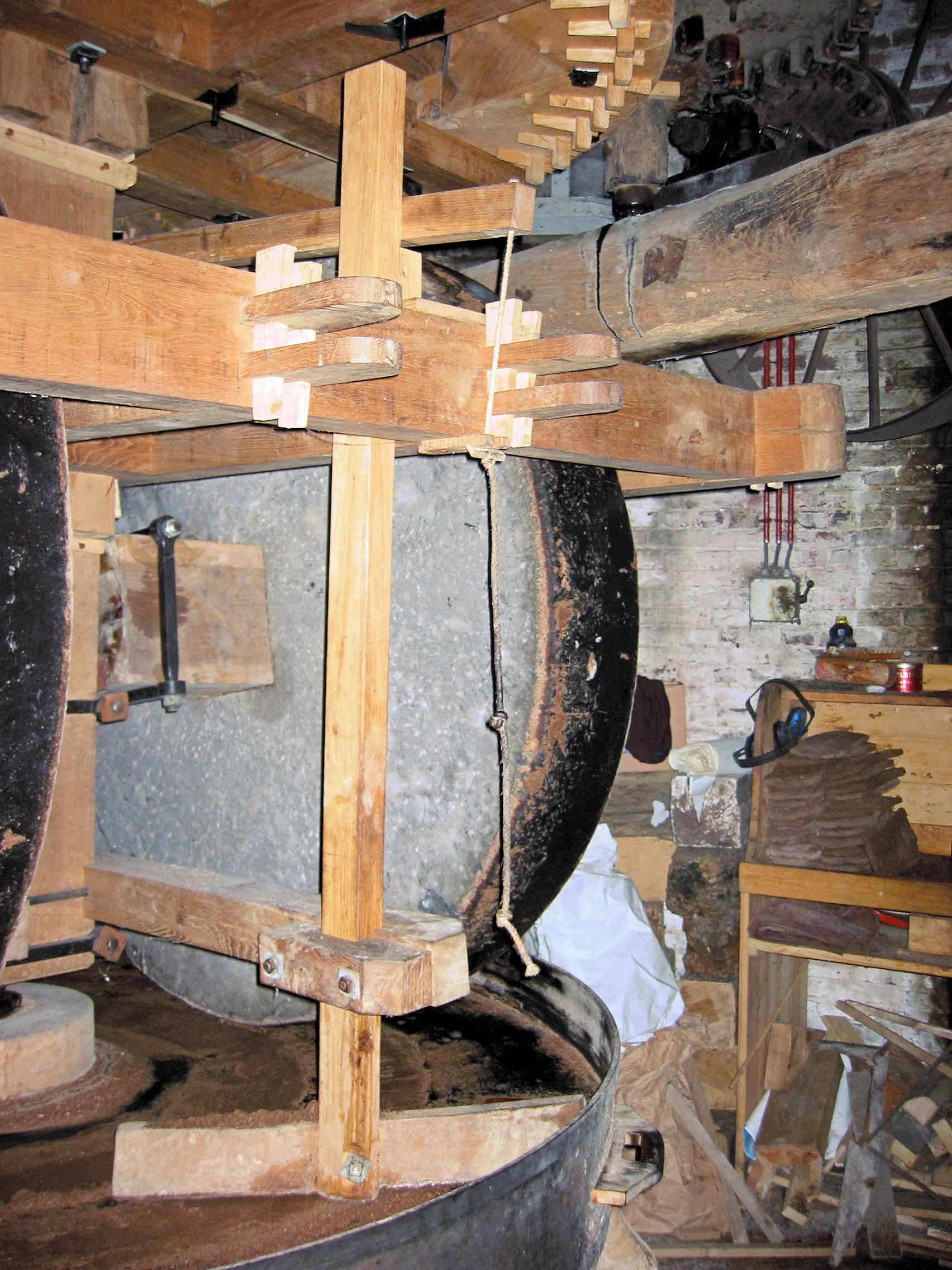
Kantsteen met aanstrijker
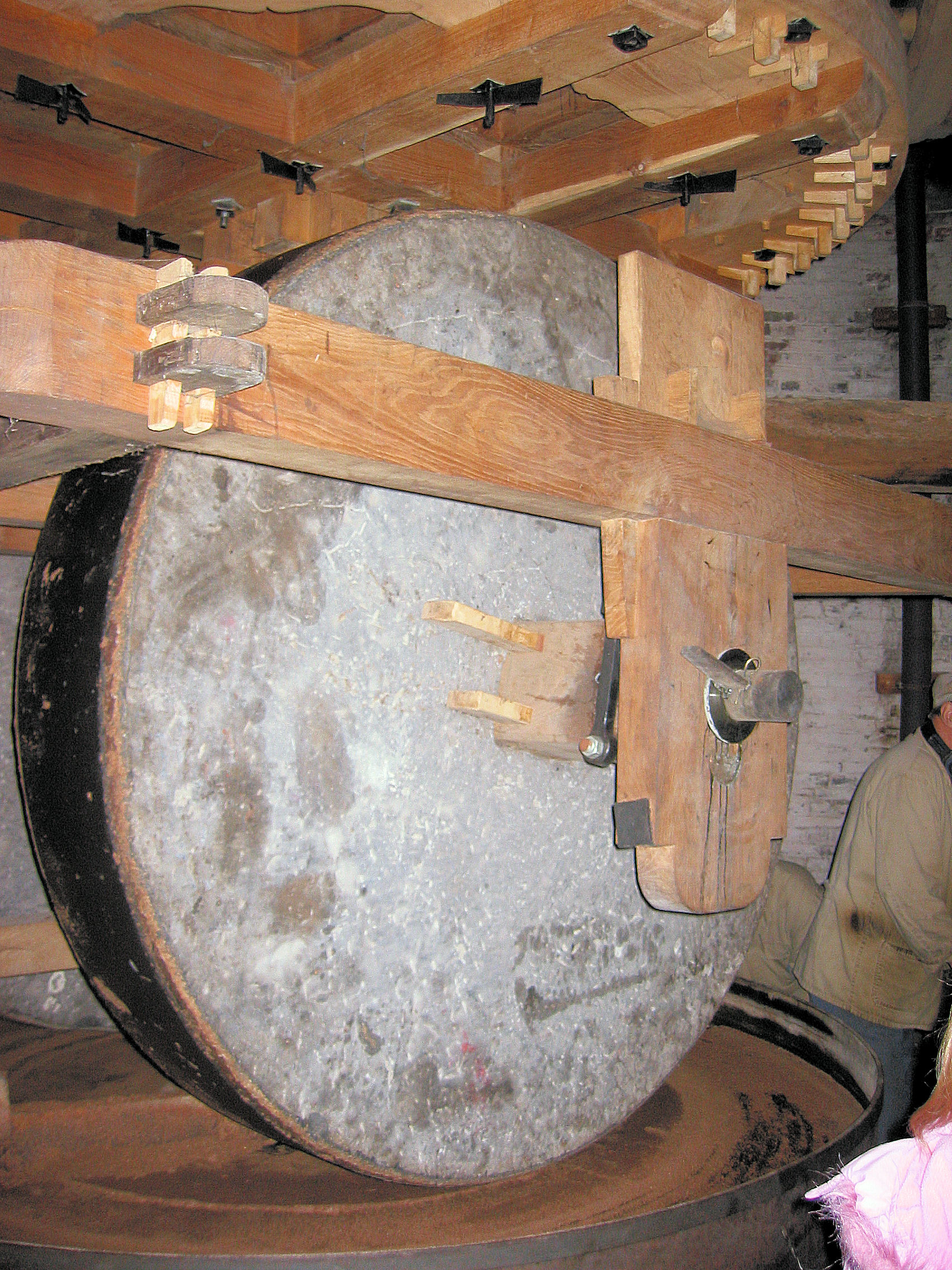
Kantsteen op doodbed
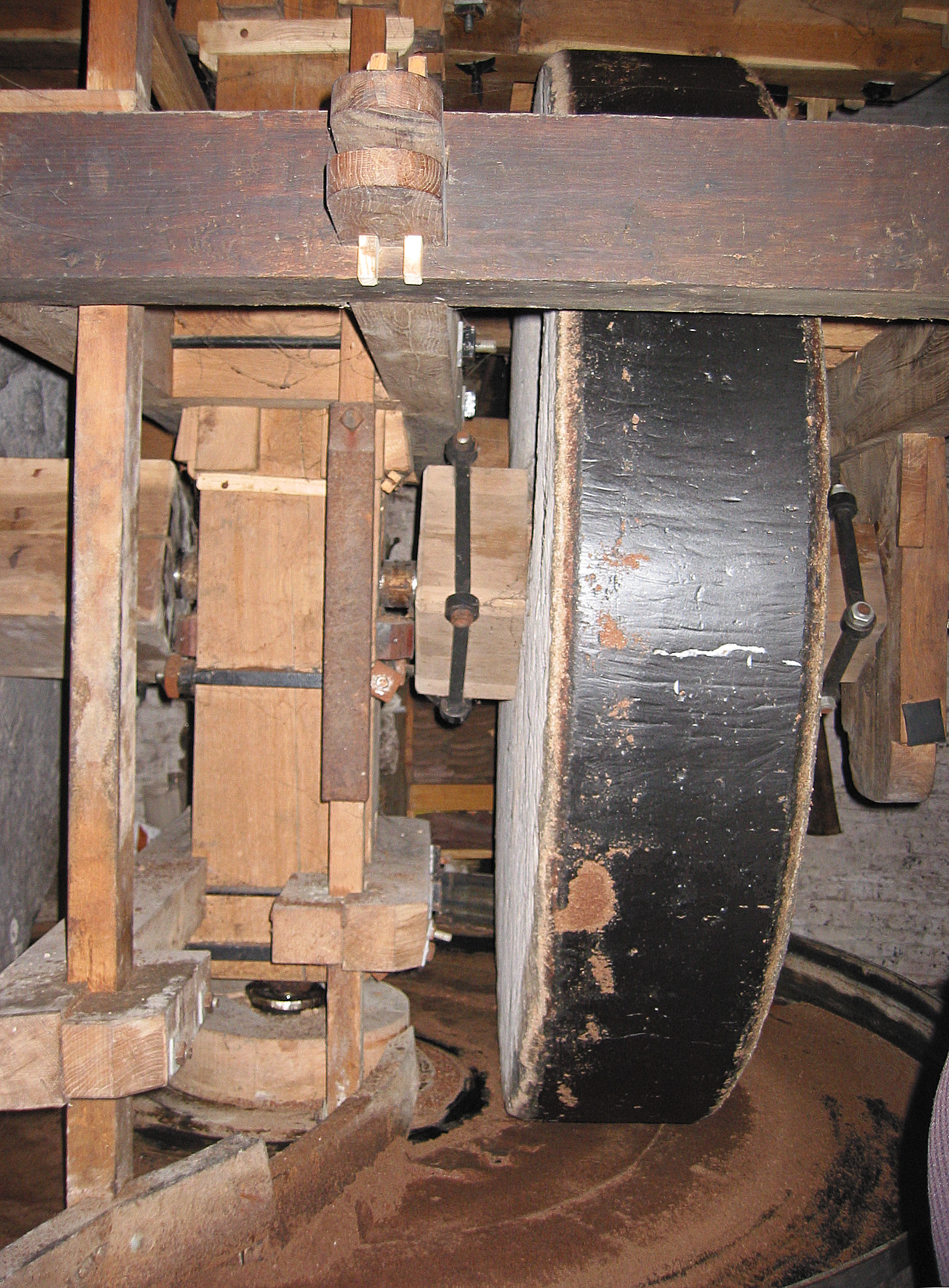
Kantsteen op doodbed
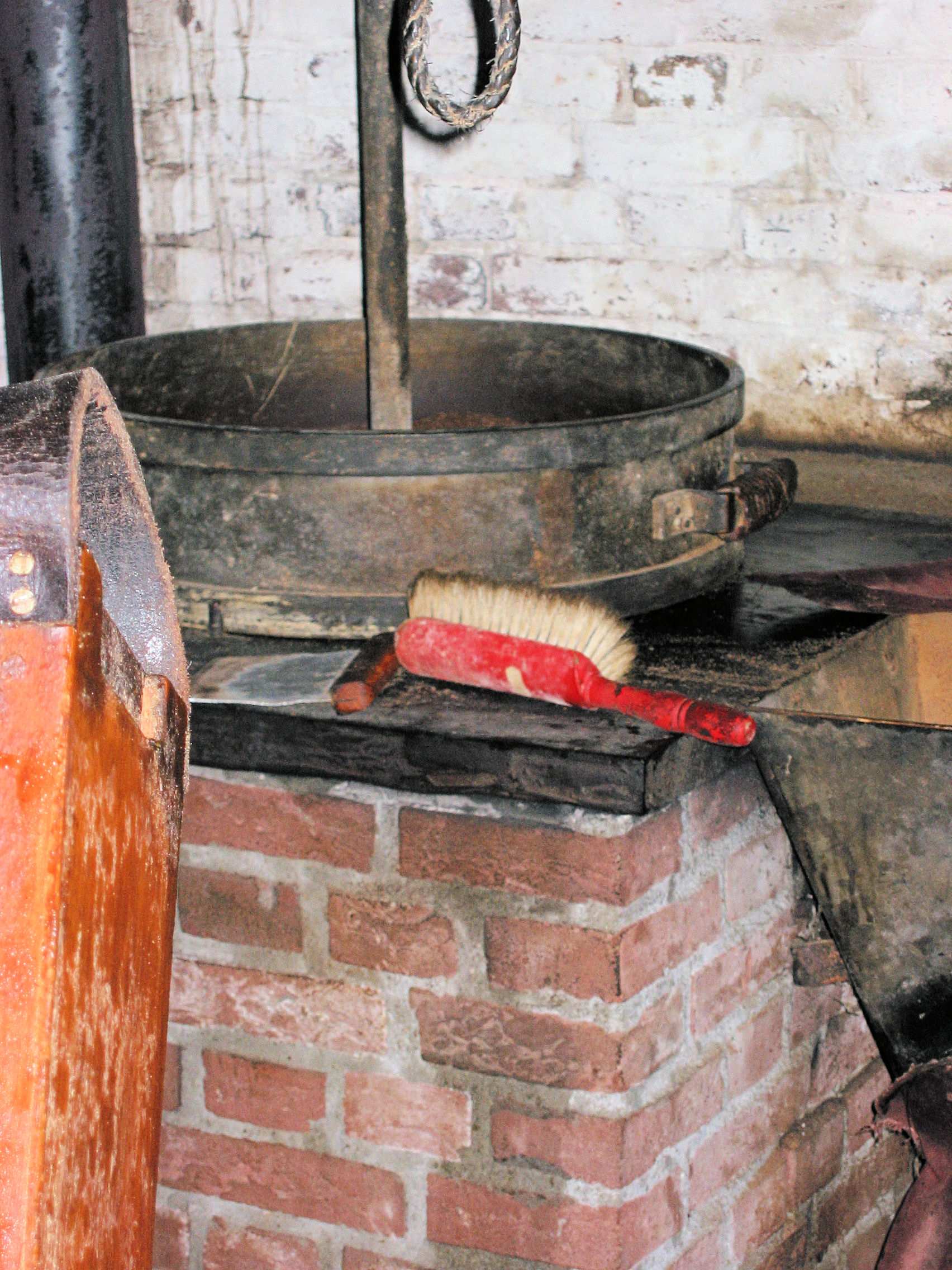
Vuister
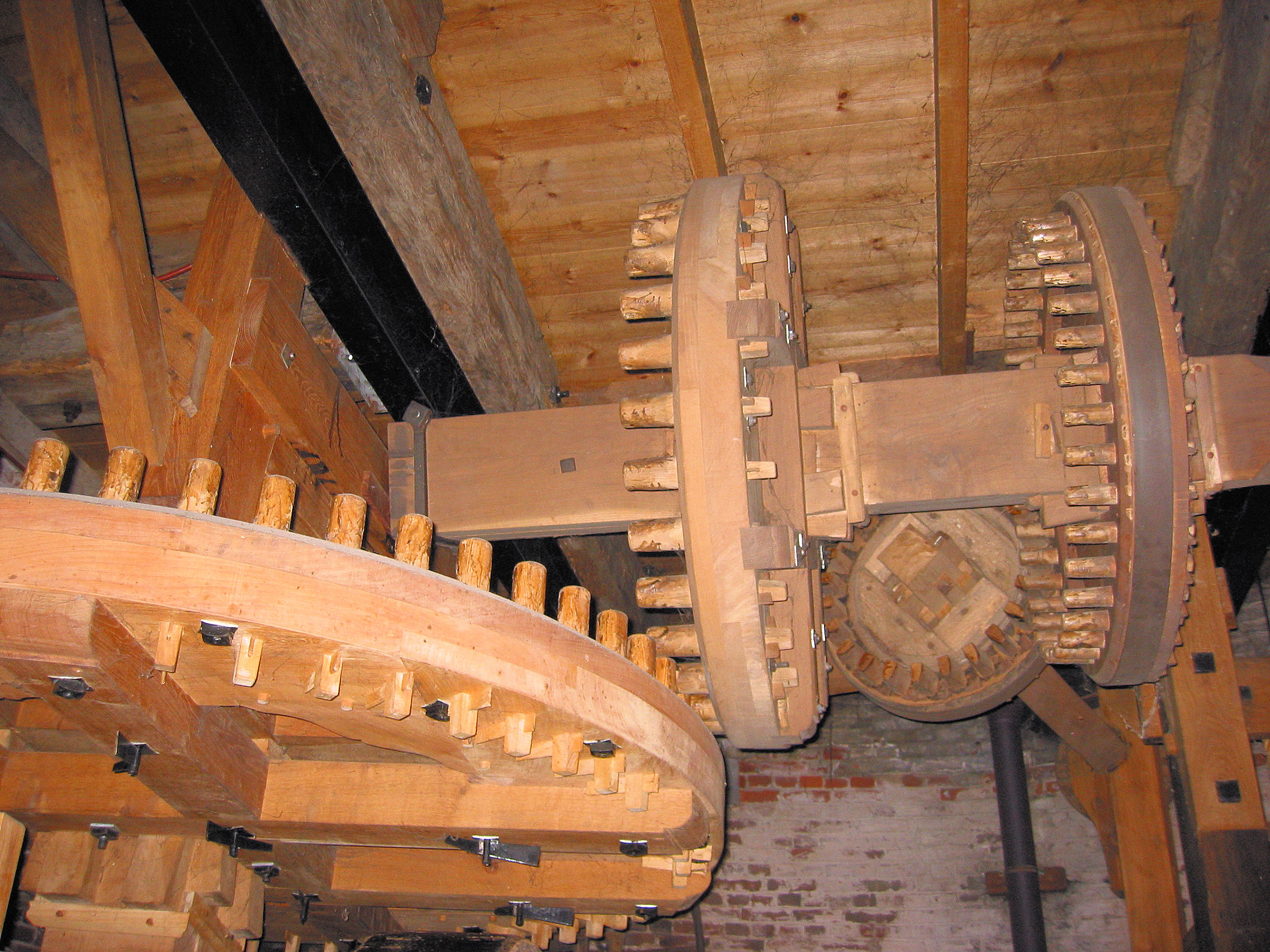
Wentelas
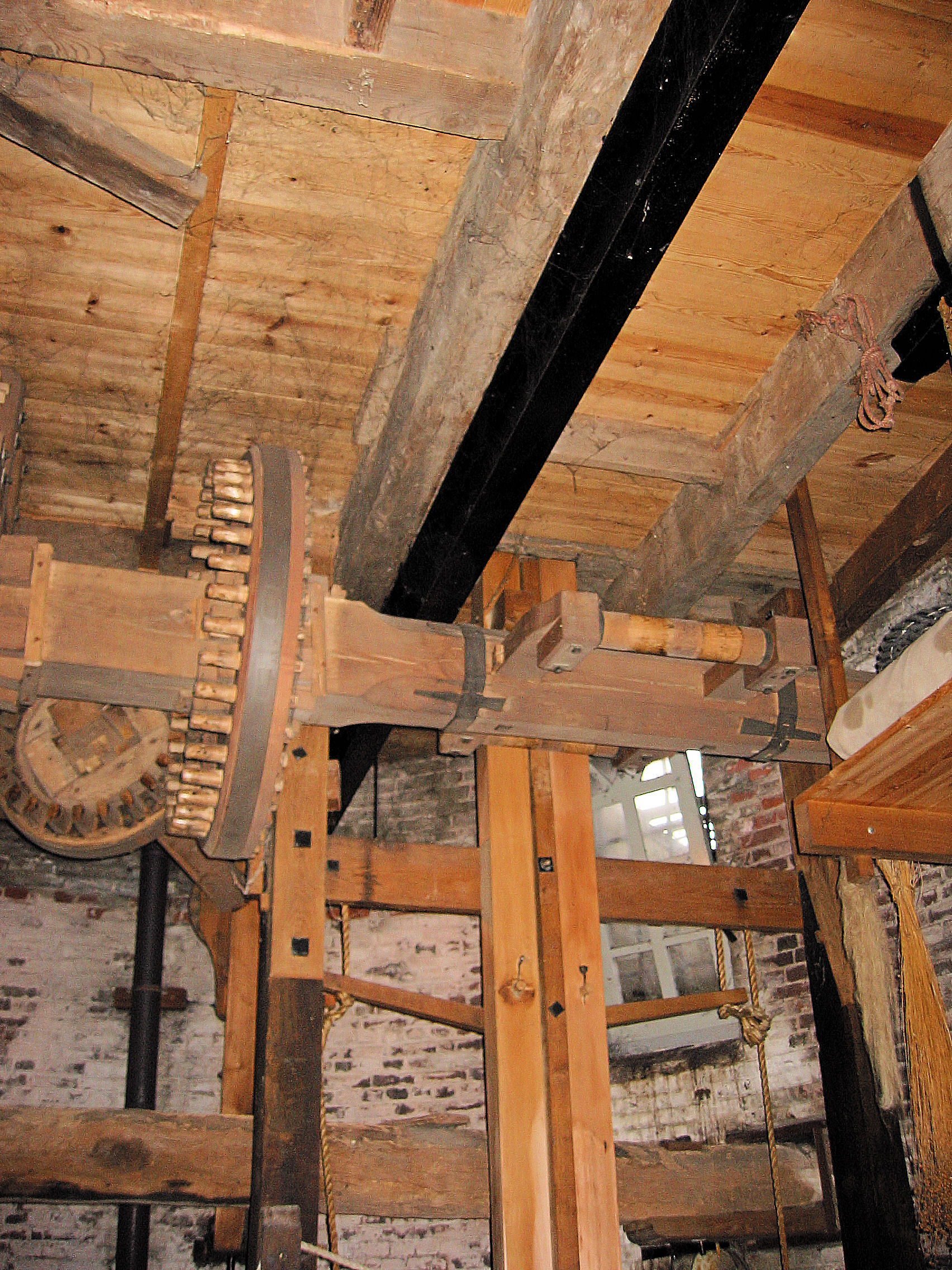
Wentelas met heven
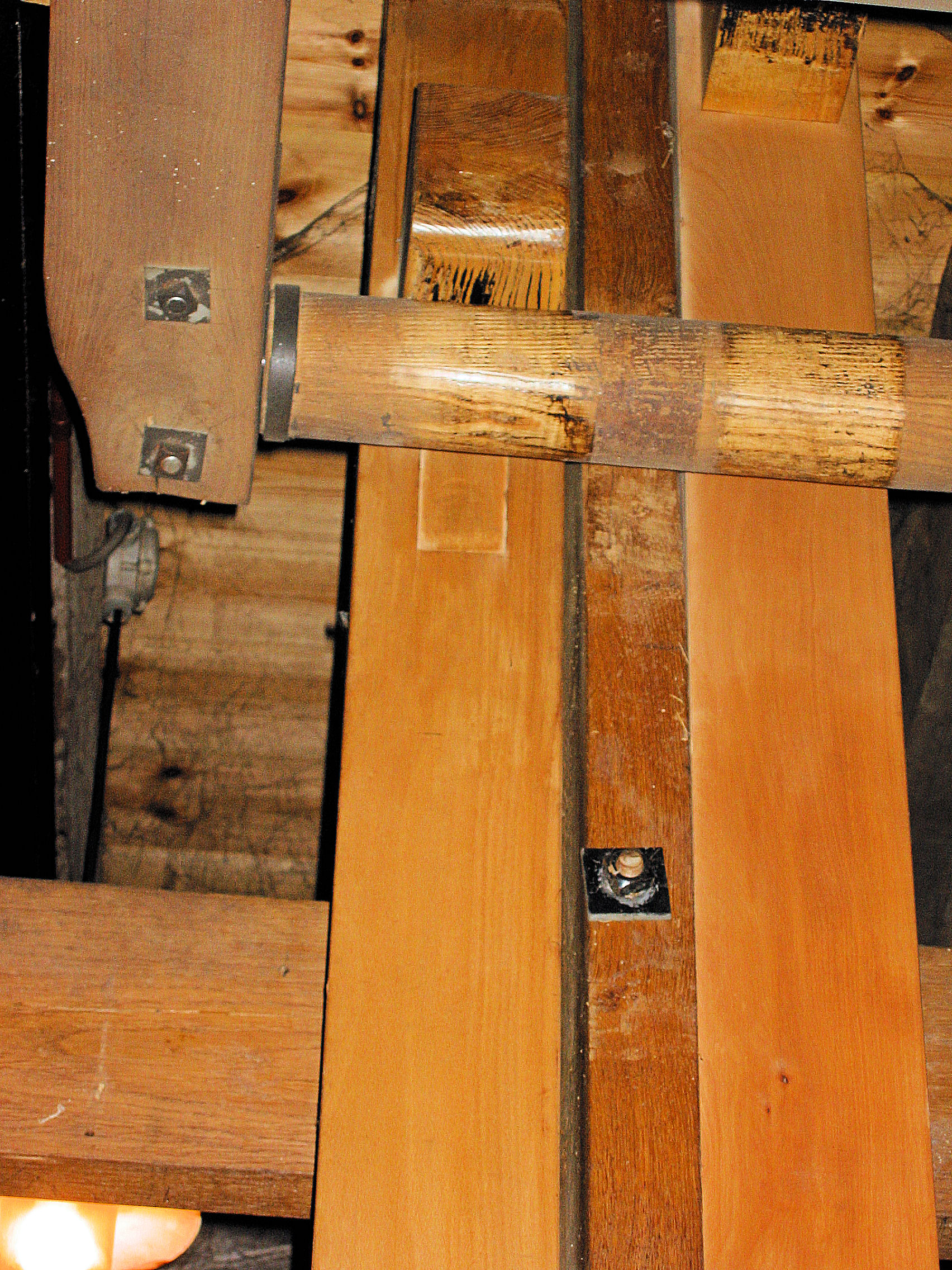
Heef (in plaats van spaak) met slaghei en loshei
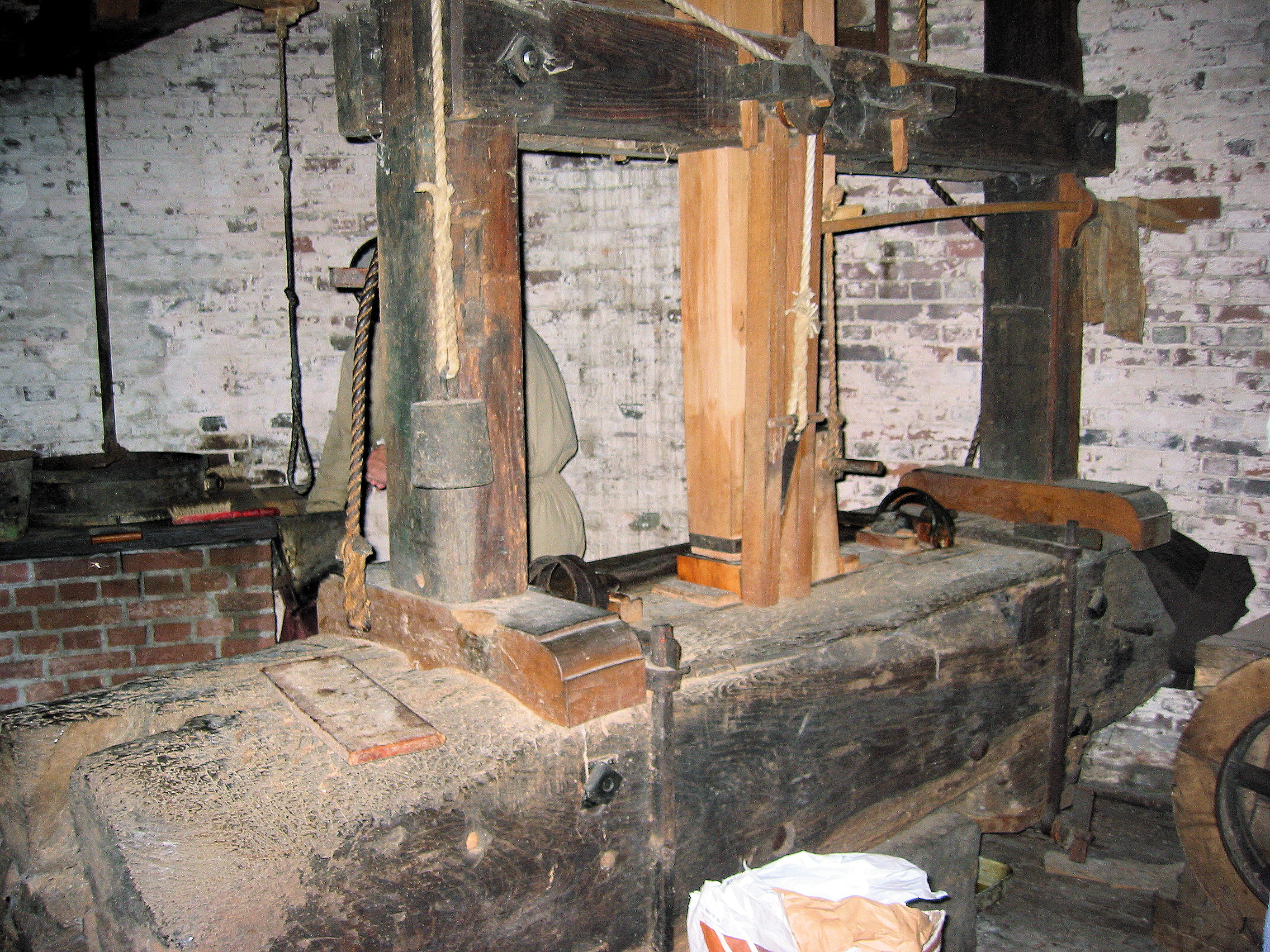
Voorslagblok
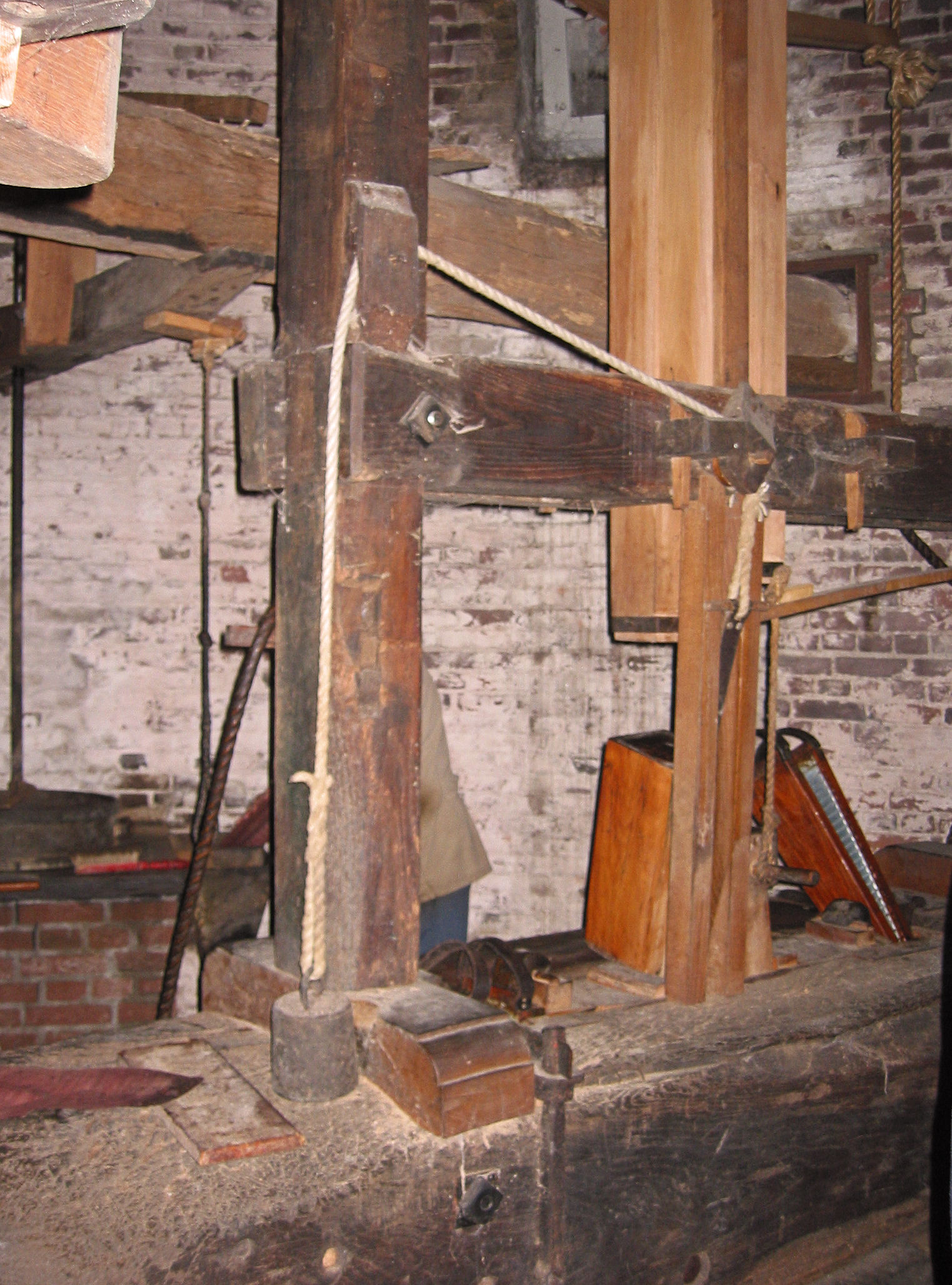
De laad
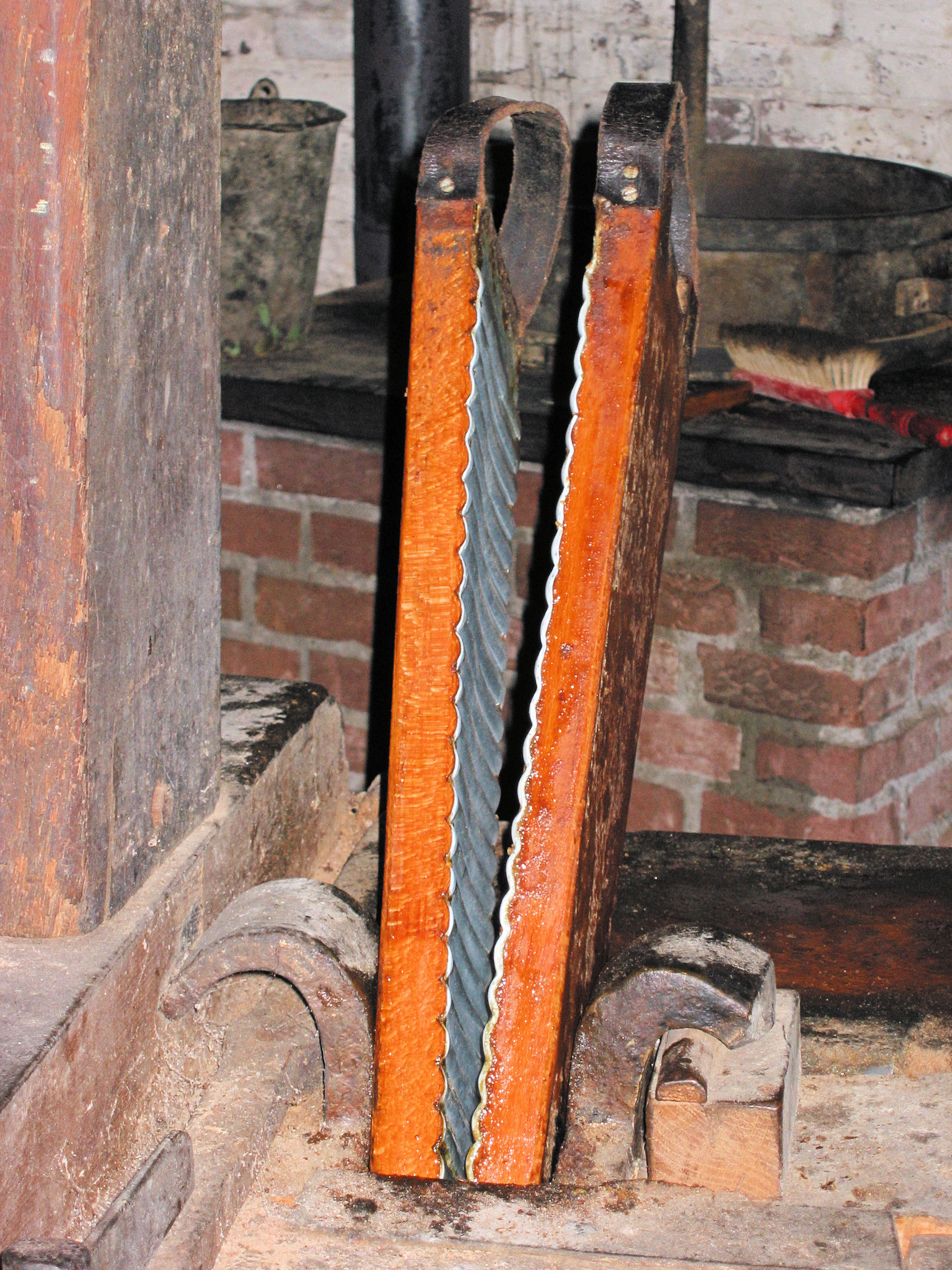
Haar in jaagijzer
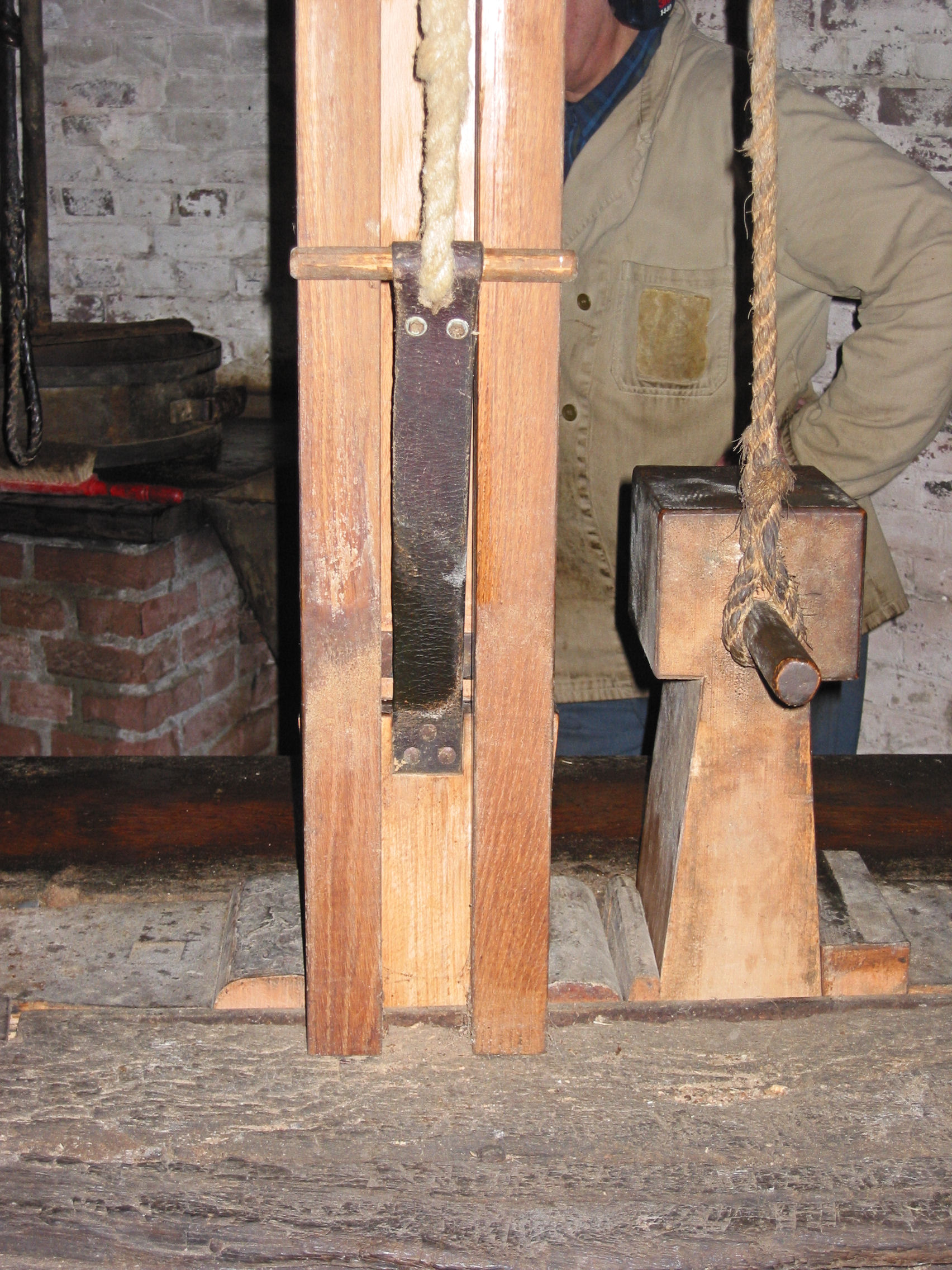
Losbeitel

### Zagerij

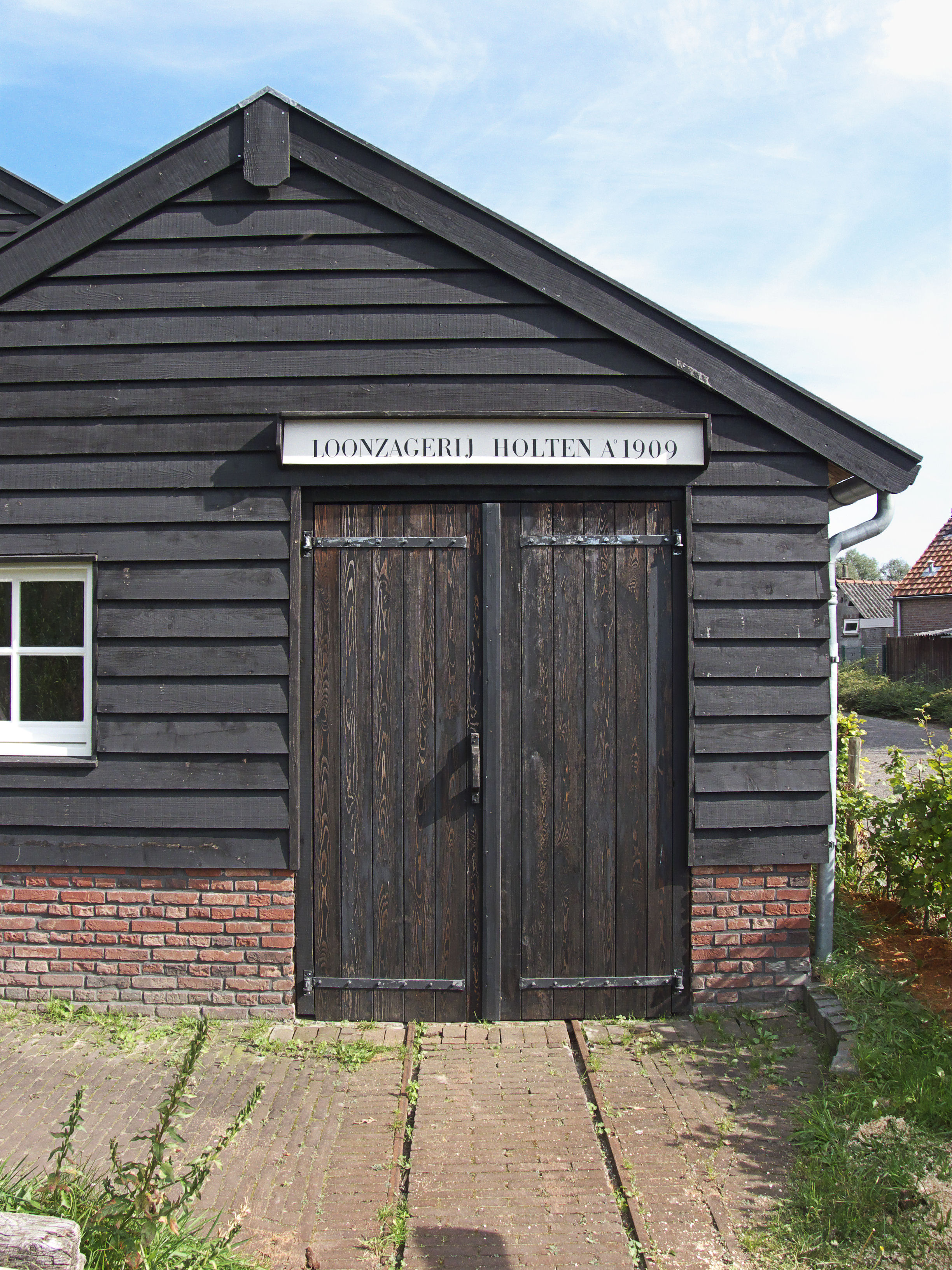
Ingang zagerij
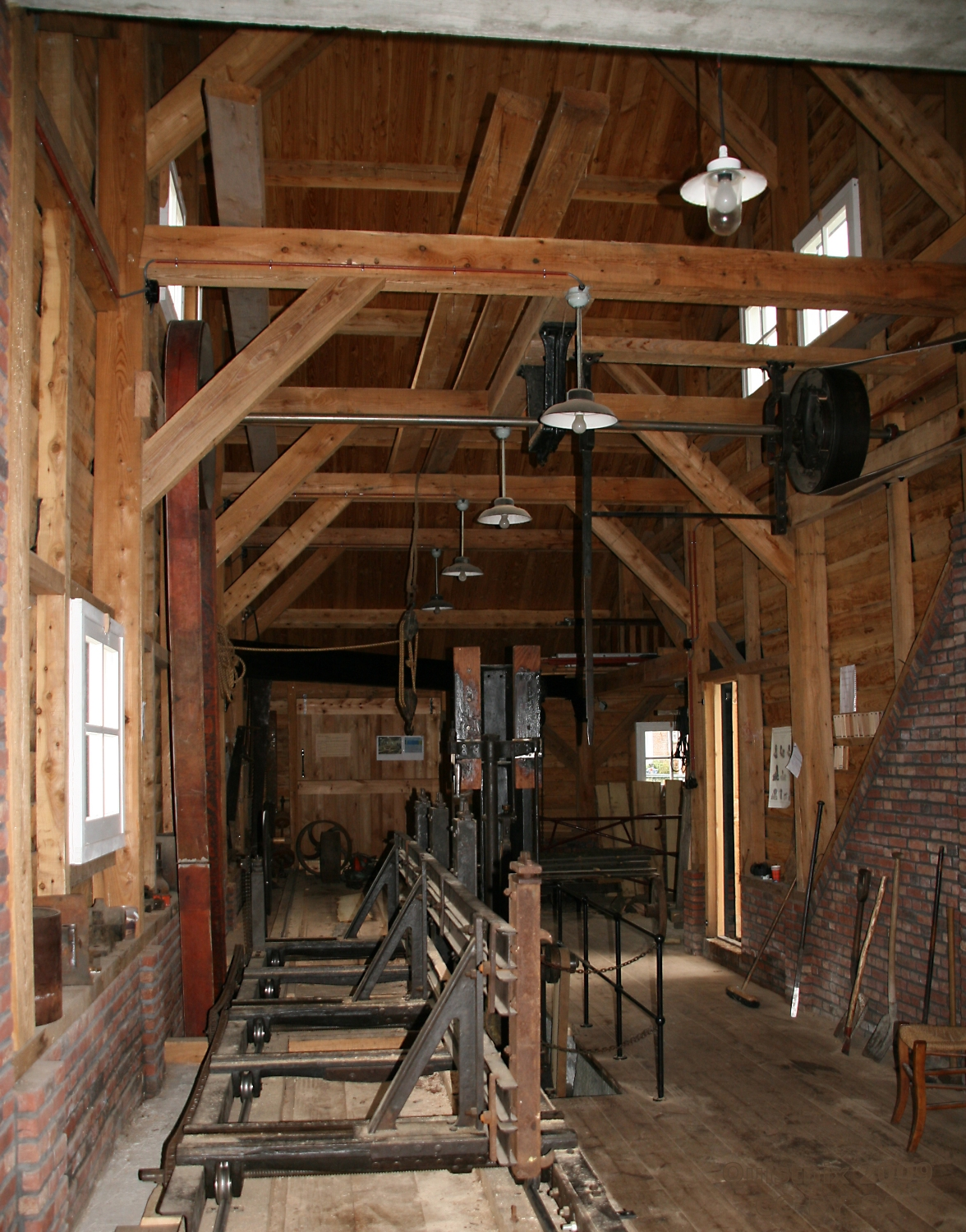
Interieur zagerij
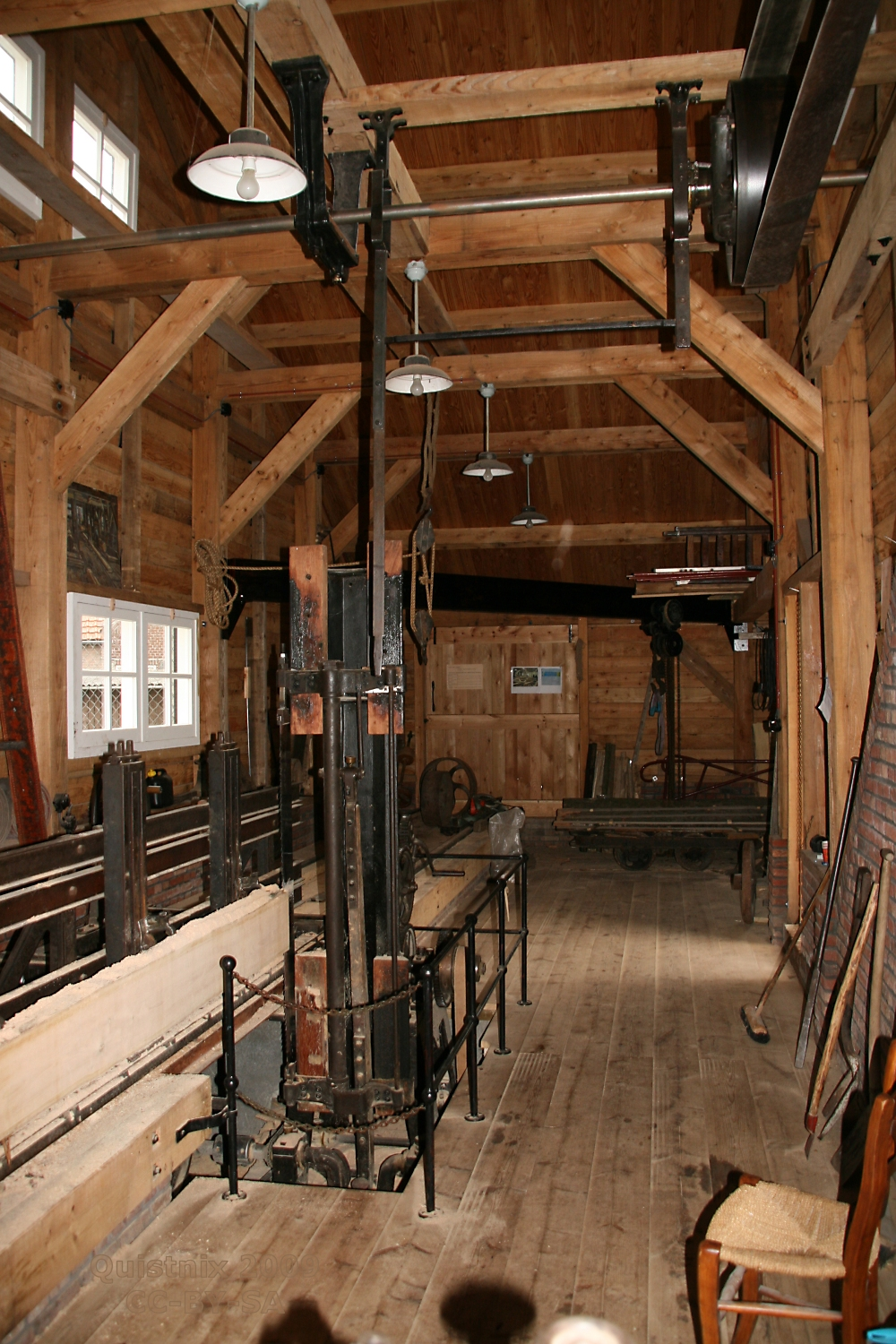
Idem, vanaf rechts
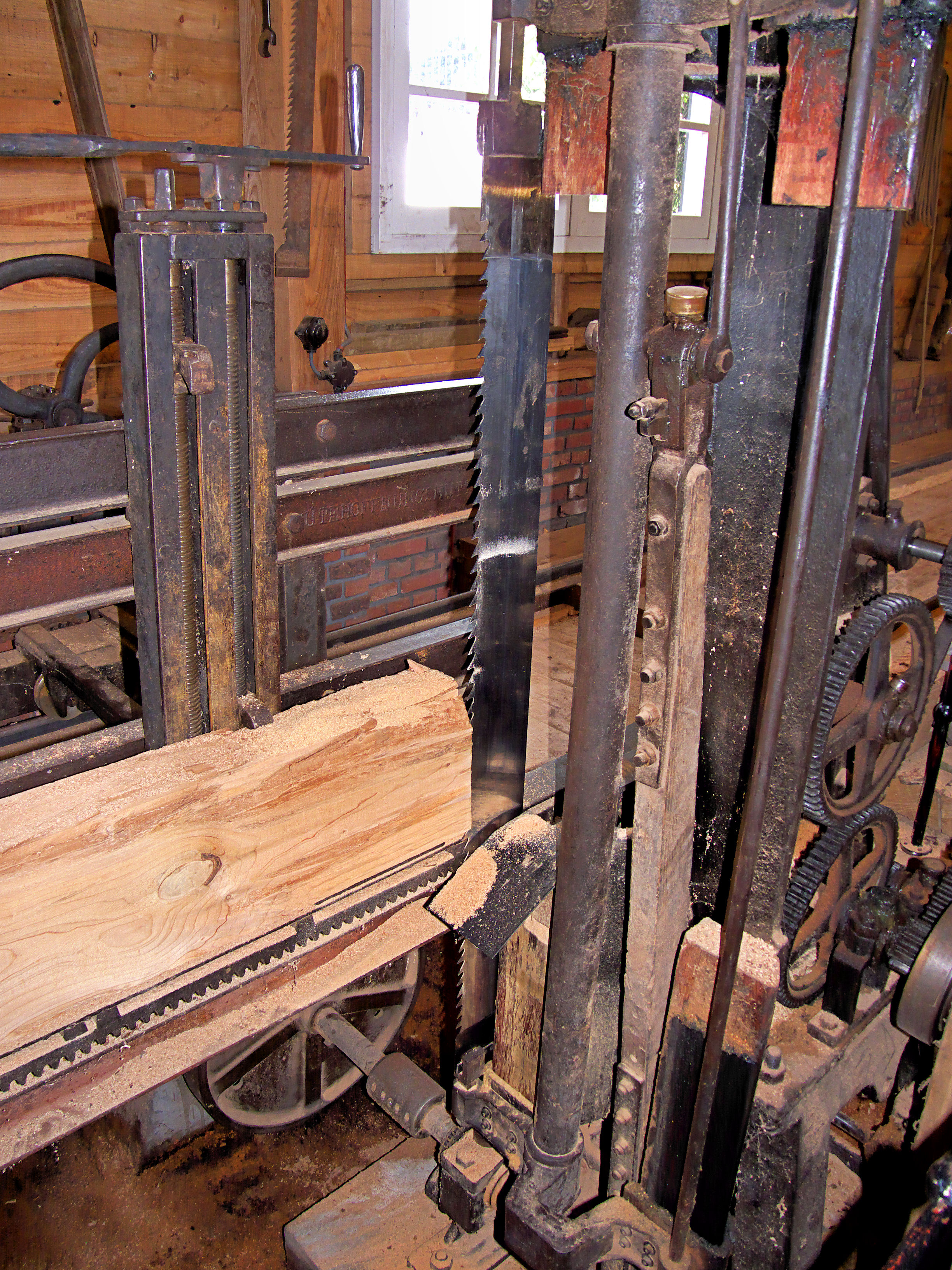
Zaagmachine
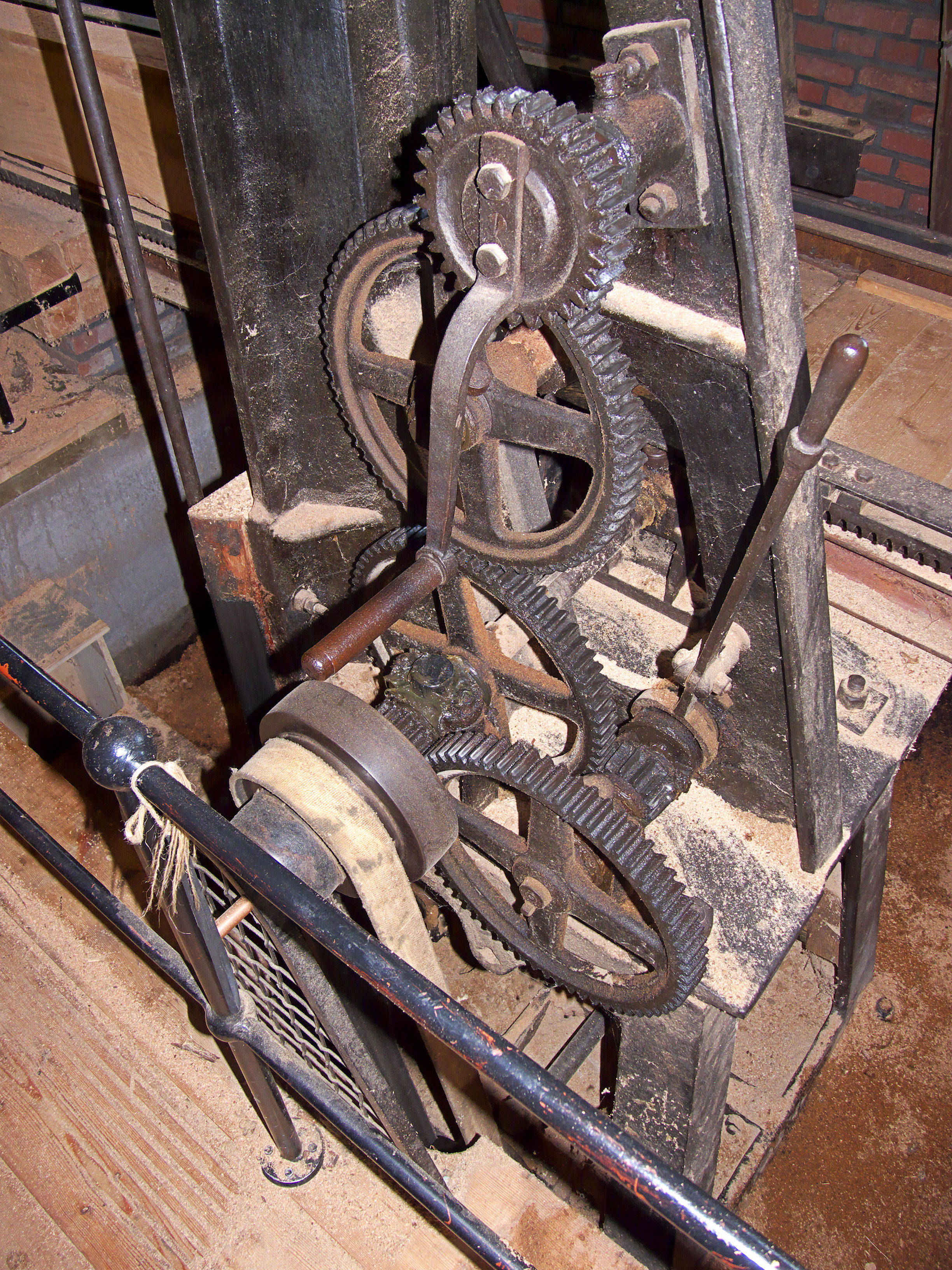
Zaagmachine
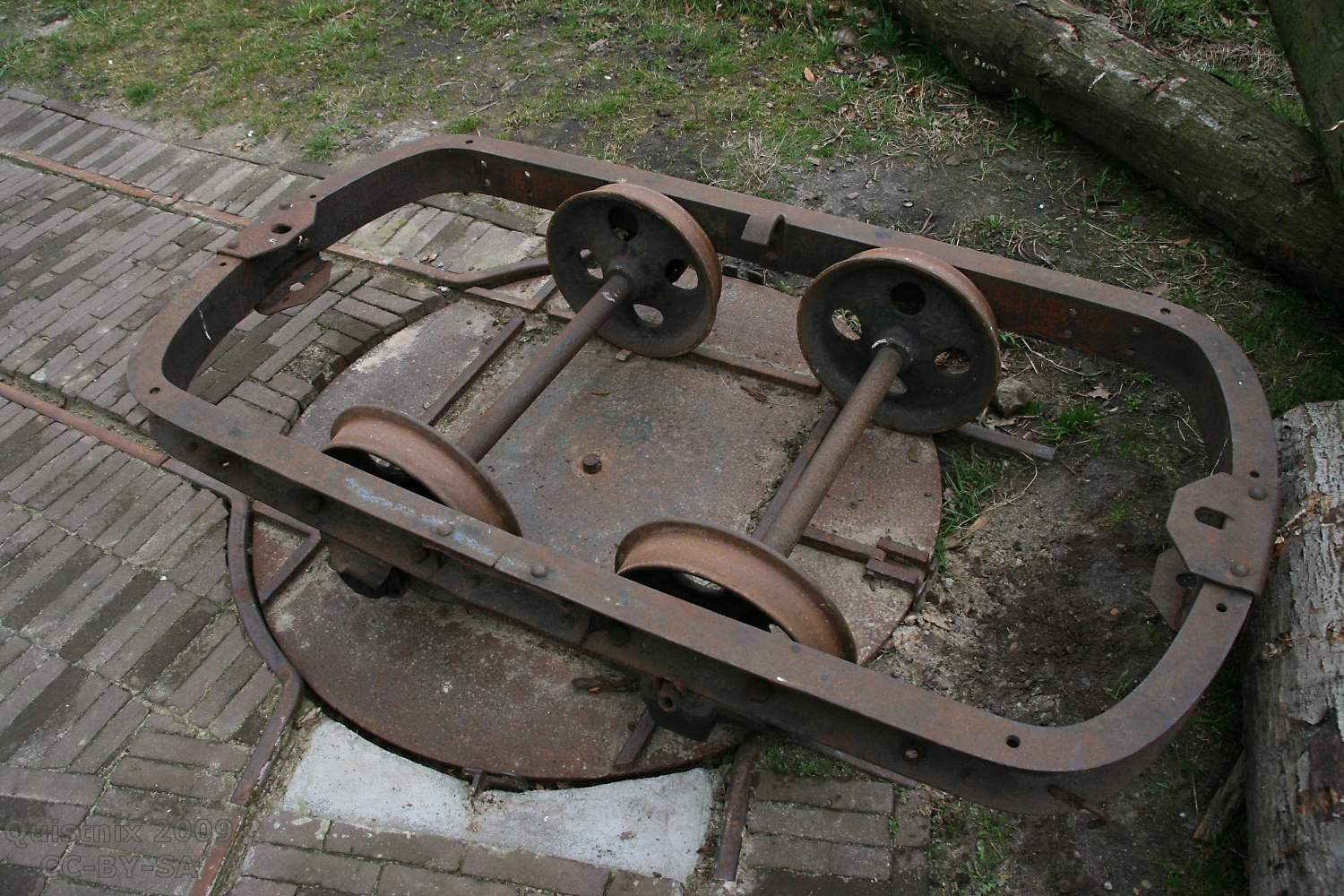
Draaischijf met kar voor houttransport